# Roubaix
Pour les articles homonymes, voir Roubaix (homonymie).

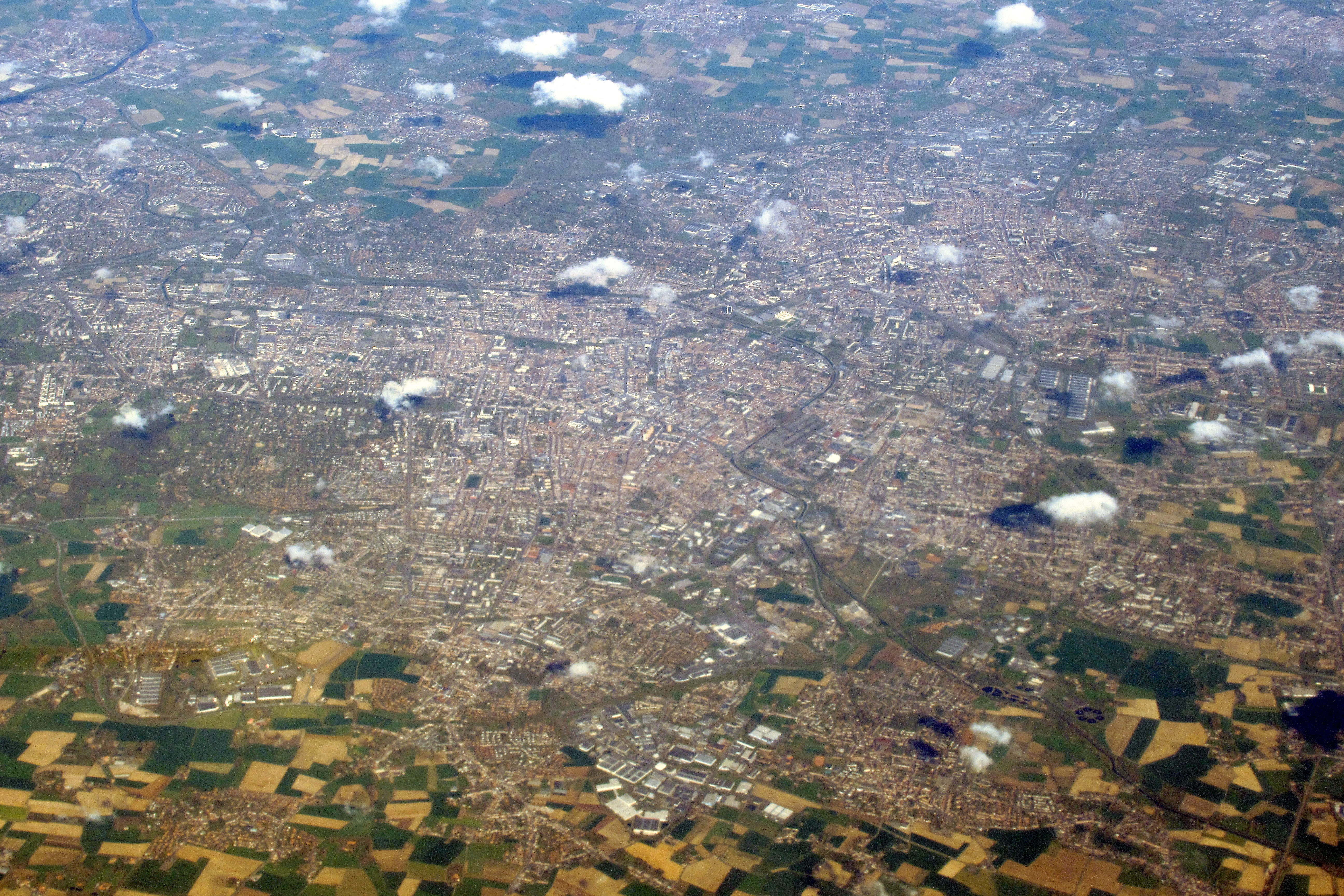
Roubaix et Tourcoing

Roubaix (/ʁu.bɛ/) est une commune française située dans le département du Nord, en région Hauts-de-France. Elle est le chef-lieu de deux cantons.
Avec un peu moins de cent mille habitants, Roubaix, troisième commune des Hauts-de-France par sa population, constitue un des pôles urbains de la Métropole européenne de Lille (MEL).
Ville d'art et d'histoire depuis 2001, Roubaix est notable pour son patrimoine architectural et pour l'essor économique qu'elle a connu durant la révolution industrielle au XIXe siècle, grâce à l'industrie textile, dont elle fut une des capitales mondiales au début du XXe siècle. C'est encore à Roubaix que furent fondées les principales maisons de vente par correspondance françaises (La Redoute, les 3 Suisses). La ville se distingue également par son riche tissu associatif et son caractère pionnier dans le domaine social (Comité interprofessionnel pour le logement, participation des habitants, économie sociale et solidaire…).
Même si Roubaix constitue toujours un grand pôle d'emploi, le chômage y demeure important et 74 % du territoire de la ville est classé en quartier prioritaire de la politique de la ville (QPV). En 2024, avec 46 % de la population vivant sous le seuil de pauvreté, Roubaix est une des villes les plus pauvres de France.
La ville cherche à lutter contre les difficultés liées à la désindustrialisation des années 1970-1980 en misant sur une forte présence étudiante (EDHEC, ENSAIT, ESAAT, Université de Lille…), le développement de nouvelles filières économiques (numérique, créative et culturelle…), une politique culturelle (La Piscine - Musée d'art et d'industrie André-Diligent, La Condition publique, le Colisée, les Archives nationales du monde du travail, street art, etc.), et une forte capacité à innover (maisons à 1 €, programme zéro déchet, agriculture urbaine…) est citée par le Financial Times comme un possible « cas d'école de renaissance post-industrielle » en France,.

## Géographie

### Localisation
Située à 11 km de Lille, 17 km de Tournai, et 17 km de Courtrai, Roubaix se situe sur le versant Nord-Est de la métropole lilloise mais occupe une position géographiquement centrale au sein de l'Eurométropole Lille-Kortrijk-Tournai, premier groupement européen de coopération territoriale créé en janvier 2008 pour donner un cadre institutionnel à la vaste conurbation formée par la métropole Lille-Roubaix-Tourcoing et les villes belges de Mouscron, Courtrai, Tournai et Menin. Cet ensemble totalise près de deux millions d'habitants.
Avec la ville de Tourcoing, Roubaix appartient au Ferrain, territoire limitrophe de la Belgique qui s'étend de Comines à Lannoy.
Avant que le développement urbain ne fusionne les agglomérations de Lille, Roubaix et Tourcoing, Roubaix était la ville-centre de sa propre agglomération entourée des communes limitrophes de Croix, Wasquehal, Wattrelos, Leers, Lys-lez-Lannoy et Hem.

### Communes limitrophes
| Tourcoing | Tourcoing | Wattrelos      |
| Croix     | Roubaix   | Leers          |
| Croix     | Hem       | Lys-lez-Lannoy |

### Géologie et relief
Roubaix, comme toutes les autres villes de la communauté urbaine de Lille, appartient à la plaine de Flandre. Elle se caractérise par l'enfouissement en profondeur de craie sous une épaisseur de formations tertiaire et quaternaires notamment des argiles et des sables. Les formations tertiaires sont recouvertes d'un manteau de limons argileux ou sableux d'épaisseur variable (deux à cinq mètres en moyenne). Elles sont constituées de la base vers le sommet :
- des Argiles de Louvil (Landénien), 10 m d'épaisseur environ
- des sables d'Ostricourt (Landénien), ils peuvent atteindre une épaisseur supérieure à 30 mètres.
- des argiles de Roncq, de Roubaix ou d'Orchies (Yprésien).

La ressource en eau de Roubaix provient de l'exploitation de la nappe du calcaire carbonifère. Un captage déclaré d'utilité publique a été effectué le 26 avril 1994. L'altitude de Roubaix est de 33 mètres environ.

### Hydrographie

#### Réseau hydrographique
La commune est située dans le bassin Artois-Picardie. Elle est drainée par la rivière Espierre, le canal de Roubaix bief de partage de l'écluse 7 Mazure à l'écluse 8 Union, l'Espierre et les Trieux de Carihem,,.
Le canal de Roubaix traverse la partie Nord de la ville. Construit comme une voie de transport pour apporter les matières textiles (laine, coton, etc.) et le charbon, ainsi que pour exporter les produits textiles en retour, il a longtemps été abandonné; la navigation a été rétablie le 2 juin 2011 (programme Blue Links). Le tracé, emprunté par une centaine de bateaux chaque année, compte 4 écluses à Roubaix.
La ville était également traversée par le Trichon, rivière aujourd'hui reprise dans les canalisations du réseau d'assainissement.
L'Espierre est un cours d'eau franco-belge, d'une longueur de 11 km en France, qui prend sa source dans la commune de Wattrelos et se jette  dans l'Escaut au niveau de la commune belge d'Espierres-Helchin, après avoir traversé trois communes en France.

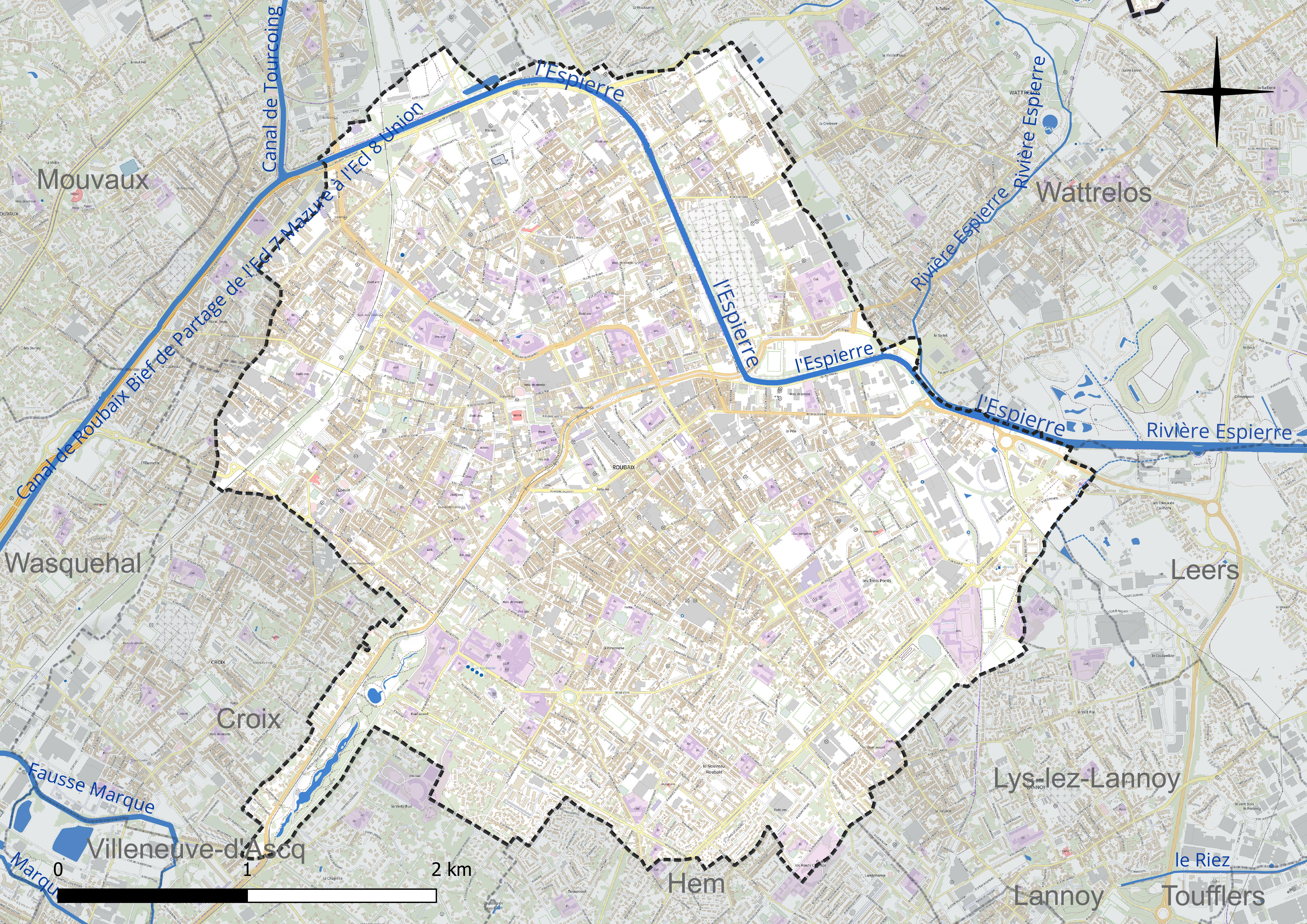
Réseau hydrographique de Roubaix.

#### Gestion et qualité des eaux
Le territoire communal est couvert par le schéma d'aménagement et de gestion des eaux (SAGE) « Marque Deûle ». Ce document de planification concerne un territoire de 1 120 km2 de superficie, délimité par les bassins versants de la Marque et de la Deûle, formant une vaste cuvette sédimentaire de 40 km de long et de 25 km de large, où la pente est très faible. Le périmètre a été arrêté le 2 décembre 2005 et le SAGE proprement dit a été approuvé le 9 mars 2020. La structure porteuse de l'élaboration et de la mise en œuvre est la Métropole européenne de Lille.
La qualité des cours d'eau peut être consultée sur un site dédié géré par les agences de l'eau et l'Agence française pour la biodiversité.

### Climat
Pour des articles plus généraux, voir Climat des Hauts-de-France et Climat du Nord.
En 2010, le climat de la commune est de type climat océanique dégradé des plaines du Centre et du Nord, selon une étude du CNRS s'appuyant sur une série de données couvrant la période 1971-2000. En 2020, Météo-France publie une typologie des climats de la France métropolitaine dans laquelle la commune est exposée à un climat océanique et est dans la région climatique Nord-est du bassin Parisien, caractérisée par un ensoleillement médiocre, une pluviométrie moyenne régulièrement répartie au cours de l'année et un hiver froid (3 °C).
Pour la période 1971-2000, la température annuelle moyenne est de 10,7 °C, avec une amplitude thermique annuelle de 14,3 °C. Le cumul annuel moyen de précipitations est de 679 mm, avec 11,7 jours de précipitations en janvier et 9,1 jours en juillet. Pour la période 1991-2020, la température moyenne annuelle observée sur la station météorologique la plus proche, située sur la commune de Lesquin à 12 km à vol d'oiseau, est de 11,3 °C et le cumul annuel moyen de précipitations est de 740,0 mm,. Pour l'avenir, les paramètres climatiques de la commune estimés pour 2050 selon différents scénarios d'émission de gaz à effet de serre sont consultables sur un site dédié publié par Météo-France en novembre 2022.

## Urbanisme

### Typologie
Au 1er janvier 2024, Roubaix est catégorisée grand centre urbain, selon la nouvelle grille communale de densité à sept niveaux définie par l'Insee en 2022.
Elle appartient à l'unité urbaine de Lille (partie française), une agglomération internationale regroupant 60  communes, dont elle est une commune de la banlieue,,. Par ailleurs la commune fait partie de l'aire d'attraction de Lille (partie française), dont elle est une commune du pôle principal,. Cette aire, qui regroupe 201 communes, est catégorisée dans les aires de 700 000 habitants ou plus (hors Paris),.

### Occupation des sols
L'occupation des sols de la commune, telle qu'elle ressort de la base de données européenne d'occupation biophysique des sols Corine Land Cover (CLC), est marquée par l'importance des territoires artificialisés (100 % en 2018), une proportion sensiblement équivalente à celle de 1990 (99,9 %). La répartition détaillée en 2018 est la suivante : zones urbanisées (81,3 %), zones industrielles ou commerciales et réseaux de communication (16,7 %), espaces verts artificialisés, non agricoles (2 %). L'évolution de l'occupation des sols de la commune et de ses infrastructures peut être observée sur les différentes représentations cartographiques du territoire : la carte de Cassini (XVIIIe siècle), la carte d'état-major (1820-1866) et les cartes ou photos aériennes de l'IGN pour la période actuelle (1950 à aujourd'hui).

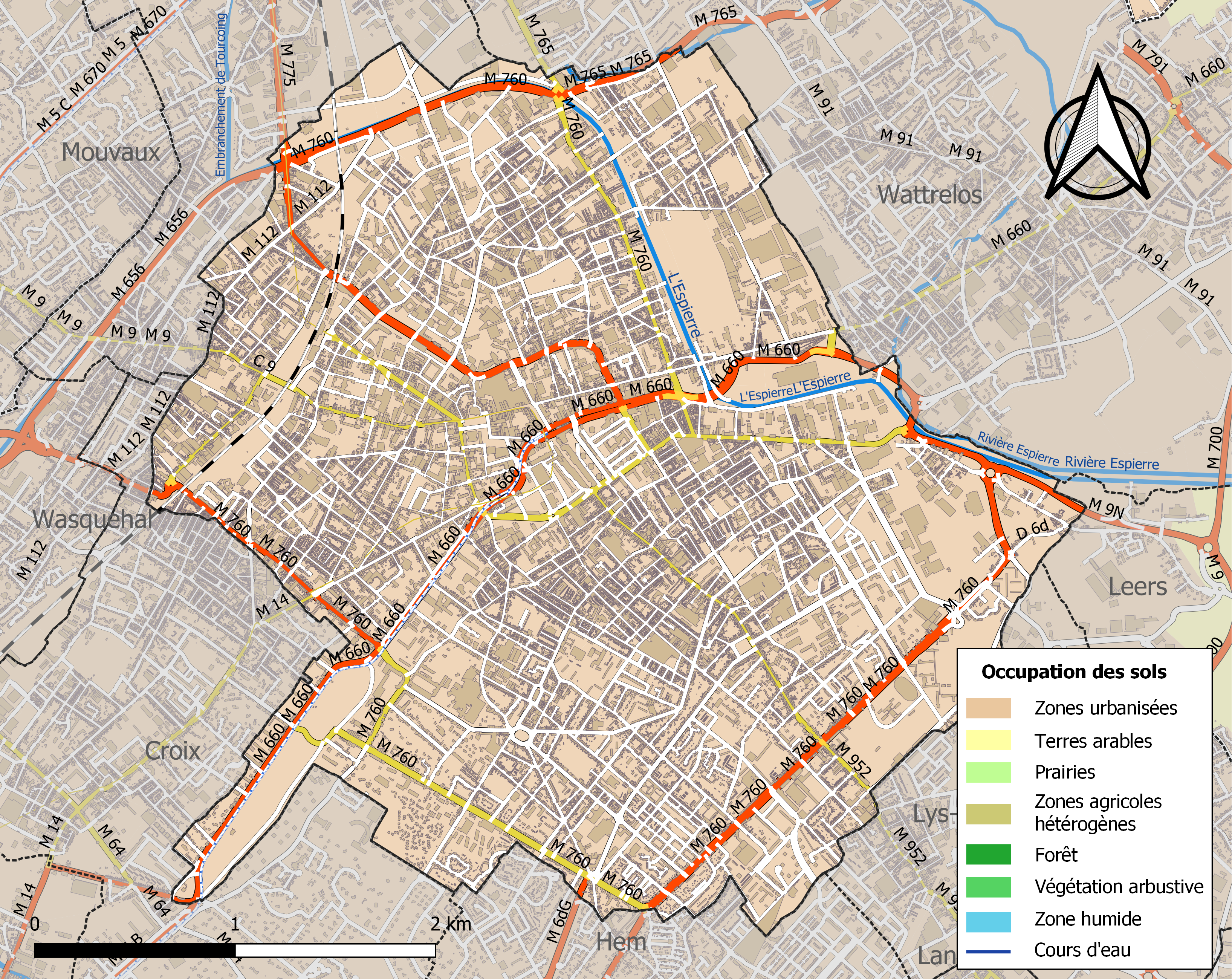
Carte des infrastructures et de l'occupation des sols de la commune en 2018 (CLC).

### Quartiers actuels
Le tissu urbain présente une grande diversité urbanistique qui reflète l'histoire de la ville. On peut ainsi distinguer plusieurs typologies urbanistiques: le centre historique (Centre-Ville), les quartiers plus populaires constitués d'habitat dense de petites maisons en briques (Le Pile, l'Épeule, Le Fresnoy Mackellerie, L'Hommelet, Moulin Potennerie), les quartiers issus des rénovations urbaines des années 1970-1980 (Alma-Gare, Anselme Motte Bossut) et les zones d'habitat résidentiel bourgeois constitués de belles maisons bourgeoises et d'immeubles cossus, comme le quartier de Barbieux. La commune est composée de plusieurs quartiers dont certains prennent le nom de hameaux, de lieux-dits ou d'anciens fiefs.
- Centre-ville : Le centre-ville, est le lieu de la ville où l'Hôtel de ville de Roubaix et l'Église Saint-Martin se font face de chaque côté de la Grand'Place.
- Armentières :
- Barbieux : Quartier qui se situe proche du Parc Barbieux qui est reconnu comme l'un des plus beaux parcs urbains de France[27].
- Cité des Trois Ponts : À la fin XIXe siècle, les Trois Ponts ne sont que quelques hameaux reliés au bourg par d'étroits chemins de terre, des pieds sentes, arrosés par un riez prenant sa source à Hem, irriguant les terres de la ferme de la Petite-Vigne, et qui alimente les fossés de la Ferme de Courcelles et traverse les hameaux du Pile et des Trois Ponts pour se jeter dans le Canal de l'Espierres. Ce riez était traversé par trois ponts en planches, donnant son nom à ce quartier de la ville[28].
- Le Pile : Le Pile était un hameau qui se situait autour de la Ferme Beaurepaire. Pour rejoindre cette ferme, il fallait emprunter un chemin de pierre (appelé pire en patois), qui a donné au quartier le nom de Pile. Ce quartier est lié au développement de l'industrie textile à Roubaix[29].
- Sainte-Élisabeth : Quartier créé à partir de 1860, entre le chemin des longues haies (ex rue Édouard Anseele) et le chemin du tilleul (actuelle rue Jules Guesde). Roubaix ville s'arrête encore au chemin du Pile à La Potennerie (future rue Jules Guesde)[30].
- Espérance : À cheval entre les quartiers de l'Alma et de l'Épeule, le quartier de l'Espérance se situe à deux pas du centre, de la gare, du musée, du parc du Brondeloire. Sa requalification qui est une nécessité pour l'image de la ville, est en cours, avec des futurs programmes de logements. Ces constructions bénéficient d'un financement dans le cadre de l'Agence nationale de la rénovation urbaine[31].
- Anselme Motte Bossut : Quartier issu des rénovations urbaines des années 1970-1980[32].
- Nations-Unies :
- Vauban :
- Crouy : Fruit d'une des premières reconversions de bâtiments industriels de la ville (1986), l'îlot de Crouy est situé à l'emplacement de l'ancienne usine Toulemonde (1860). Depuis sa rénovation initiale, ce morceau de ville vit au rythme d'enjeux urbains renouvelés[33].
- Le Sartel-Carihem : Nés de la révolution industrielle, le Sartel et le Carihem, aux confins de Roubaix, Wattrelos et Leers, ont toujours gardé une vocation économique[34].
- L'Hommelet :
- La Fosse-aux-Chênes : La Fosse-aux-Chênes tire son nom d'un fossé entouré de chênes à une époque où la ville se résumait en un bourg seigneurial[35].
- Le Hutin Oran Cartigny :
- L'Entrepont :
- L'Épeule : La rue de l'Épeule était autrefois appelée Pavé de Croix et ne prit son nom actuel qu'en 1867. La rue de l'Épeule tiendrait son nom d'un cabaret situé à l'angle de la rue Watt. À l'époque, la rue de l'Épeule est très commerçante et les estaminets sont nombreux. Les courées, qui sont apparues à la fin du XIXe siècle, sont nombreuses[36].
- Le Trichon : Il donne son nom à une rue, à une place et à un quartier. Le Trichon est le nom du seul ruisseau qui traverse la ville. De sa source à Mouvaux, il a marqué l'expansion de l'industrie textile[37].
- Le Fresnoy Mackellerie :
- Alma-Gare : Ce quartier s'appelait le hameau du Fontenoy, mais c'est avant 1914 avec une rue de l'Alma devenue importante (plus de 2000 habitants y vivaient), que le quartier a pris son nom. Aujourd'hui, on parle de l'Alma-gare[38].
- Le Cul de four : Ce quartier se constitue progressivement au XIXe siècle. Un chemin qui partait de la Place de la Fosse aux Chênes vers Tourcoing était la première voie qui deviendra le tracé des rues Saint Joseph, Turgot et Cadeau, avant que la rue de Tourcoing ne soit ouverte entre 1835 et 1836. La création de cette voie, va favoriser l'industrialisation du quartier le long de son tracer. On trouve dans ce quartier, les rues Duflot, du nom d'un industriel et Jacquard, du nom de l'inventeur du métier à tisser[39],[40].
- Le Chemin-Neuf :
- Édouard-Vaillant :
- Les Hauts-Champs : Quartier construit de 1958 à 1960 sur de vastes terres agricoles qui s'étendaient de Lys-lez-Lannoy et Hem jusqu'à Roubaix. Les architectes sont Jean Dubuisson et Guy Lapchin. En 1957, les terres sont occupées par une grande briqueterie près de laquelle est construit le groupe scolaire dit des Hauts Champs[41]. Ce quartier qui a vu naître le premier supermarché Auchan en 1961, a donné son nom à l'enseigne[42].
- Justice et la Fraternité : Deux quartiers voisins de part et d'autre de l'avenue Motte sont quasiment jumeaux : 1982 habitants d'un côté, 2496 de l'autre au recensement de 2007[43].
- Moulin-Potennerie :
- Petites Haies : La rue des Longues Haies était autrefois un sentier. Son nom évoque les haies défensives du fief de Roubaix, transformé en bourg par son seigneur Pierre au XVe siècle[44].
- Le Nouveau-Roubaix : Construit vers 1922 afin de répondre aux importants besoins de logements de l'après-guerre, le Nouveau Roubaix est un quartier conçu pour une forte densité de population, dans un souci de respect du cadre de vie. Il s'inscrit dans le plan d'urbanisme réalisé en 1921 par Jacques Gréber sous le mandat de Jean-Baptiste Lebas[45],[46].
- L'Union : La zone de l'Union est une ancienne zone industrielle (80 ha environ), devenue friche industrielle. Cette zone fait depuis 2007, l'objet d'un grand projet de réhabilitation (écoquartier et espaces verts) qui doit d'étendre sur une quinzaine d'années.

### Logement et densité
Au XIXe siècle et dans la première partie du XXe siècle, une grande partie des maisons d'ouvriers sont situées dans des courées à proximité des usines textiles.
En 2017, la ville, inspirée par la ville de Liverpool, a lancé une démarche innovante pour favoriser la reconquête des logements vacants : les Maisons à 1 € avec travaux. Si la première expérimentation ne concerne que 17 logements dans un premier temps, cette démarche, si elle est concluante, a vocation à se massifier.
Le quartier de Pile bénéficie du Programme national de revitalisation des quartiers anciens dégradés (PNRQAD).

### Voies de communication et transports

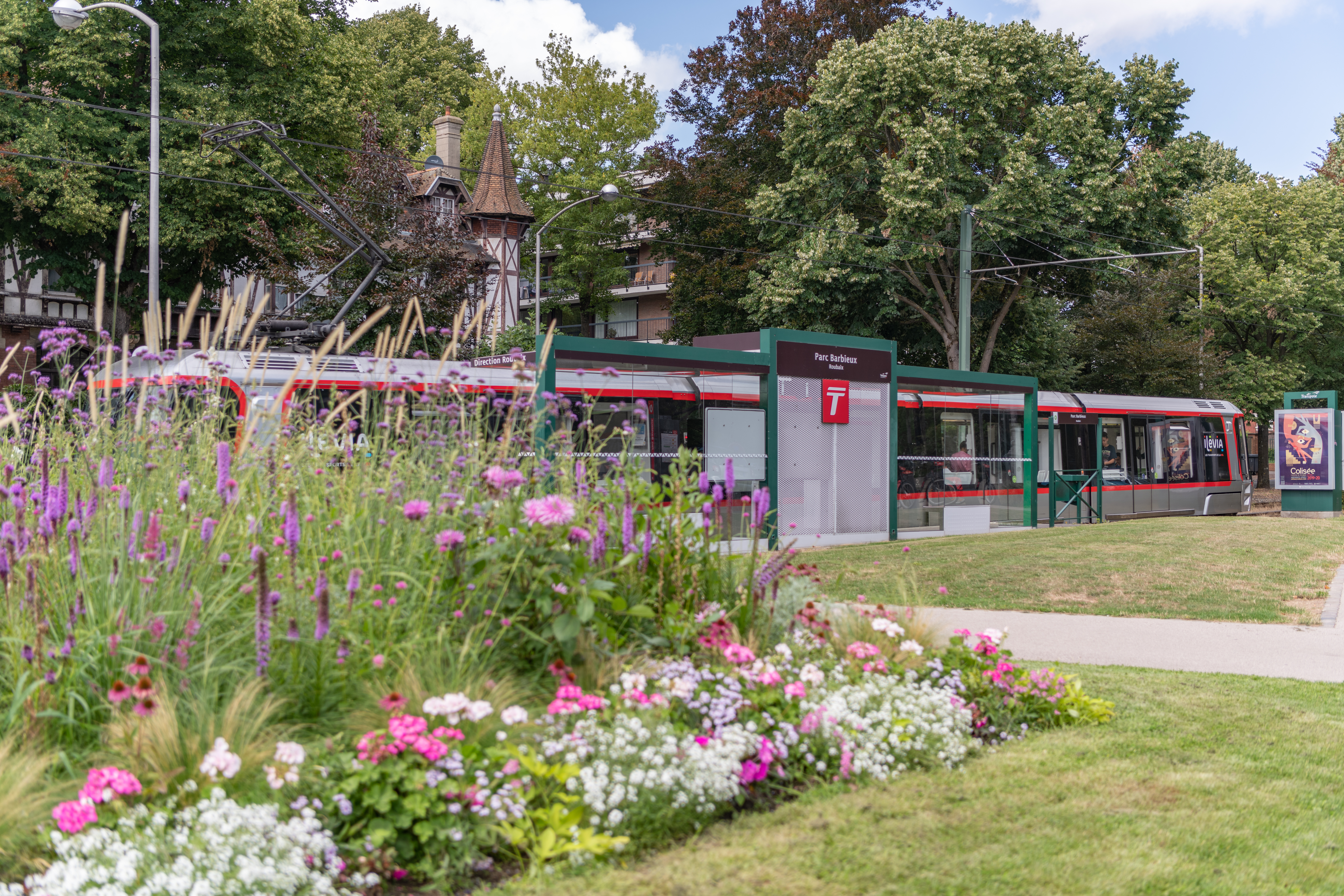
Tramway du réseau Ilévia.

#### Grand Boulevard
Depuis 1909, le Grand Boulevard relie Lille à Roubaix et Tourcoing et dispose de voies réservées au tramway.

#### Métro / Tramway
Roubaix est desservie par la ligne 2 du métro automatique VAL, construite par Lille Métropole Communauté Urbaine, inaugurée le 25 avril 1983 et aujourd'hui géré par la société Ilévia. Cette ligne relie Roubaix à Lille d'une part et à Tourcoing d'autre part. Six stations de métro existent sur la ville dont la principale est Eurotéléport qui permet l'interconnexion avec le tramway.
La ligne de tramway (surnommée « le Mongy » du nom de son ingénieur, Alfred Mongy) dessert depuis Roubaix les villes de Croix, Wasquehal, Marcq-en-Barœul et La Madeleine, jusqu'à Lille.
Dans le cadre du Schéma Directeur des Infrastructures de Transport (SDIT) de la Métropole Européenne de Lille adopté en juin 2019, deux nouvelles lignes de tramway doivent voir le jour à Roubaix d'ici 2035 :
- une ligne entre Eurotéléport et Wattrelos
- une ligne entre Tourcoing et Hem passant par le quartier de l'Alma, Eurotéléport et le quartier des Trois-Ponts

#### Bus
En outre, douze lignes de bus, dont trois Lianes (lignes à haut niveau de services), desservent la ville et la relie aux villes de Hem, Lys-lez-Lannoy, Leers, Wattrelos et Tourcoing.

#### Vélo
Roubaix compte plus de 30 stations de location de vélos « V'Lille », vélos en libre-service, ce qui fait donc 250 vélos à disposition. 50% des voies urbaines sont aménagées pour le vélo, avec notamment 53 km de pistes, bandes et contresens cyclables et 46 km de zone 30 et zones de rencontre.
Roubaix se situe sur le tracé de l'EuroVélo n°5 qui relie Londres à Brindisi et longe le Canal de Roubaix.

#### Chemin de fer
Roubaix dispose d'une gare ferroviaire, située sur la Ligne de Fives à Mouscron (frontière), qui est régulièrement desservie, outre les TGV et les TER Nord-Pas-de-Calais, par des trains de la compagnie nationale belge SNCB, notamment ceux reliant Lille et Anvers via Courtrai et Gand.

#### Auto partage
Au 23 octobre 2019, une station Citiz est en place dans la commune, pour effectuer de l'autopartage.

## Toponymie
Le nom de la localité est mentionné sous la forme latinisée (villa) Rusbaci au IXe siècle, Robacum vers 863 selon la carte de Nicaise Fabius, Rubaix, Rubais en 1047 et 1106, Rosbays en 1122, Robais en 1127 et aussi au XIIe siècle Rosbais et Rosbacum. Si la forme Robaais constitue la version néerlandaise officiellement promue par l'Union de la langue néerlandaise, l'usage du nom Robeke, quoique rare, est recensé en flamand.
Rusbaci doit correspondre au type toponymique fréquent au nord de la France le plus souvent latinisé en Rosbaci- ou Resbaci- dans les textes et qui à l'origine des différents Robecq, Rebecques, Rebais, etc. Albert Dauzat et Charles Rostaing y ont vu un composé du germanique hros « cheval » et baki « ruisseau », quant à Ernest Nègre, il propose les termes germaniques raus « roseau » et bach « ruisseau ».
Ces auteurs se sont cependant mal exprimés sur la forme initiale du terme germanique signifiant « ruisseau ». Les premiers évoquent baki et le second bach, or ni l'un ni l'autre ne conviennent exactement. En effet la plupart des sources spécialisées proposent un prototype germanique, c'est-à-dire proto-germanique, sous une forme initiale *bakiz, elle n'est pas attestée mais reconstituée, et doit, à ce titre, comporter un astérisque. Quant à bach, c'est une forme allemande qui remonte au vieux haut-allemand bak, bah de même sens. Or, il ne convient pas ici, pour des raisons de géographie linguistique et de phonétique. En effet, on n'a jamais parlé le vieux haut-allemand dans la région et bak ou bac ne peut pas avoir abouti à la terminaison -bais, mais aurait donné une terminaison -*ba en ancien français.
En réalité, le germanique commun *bakiz a donné le vieux bas francique *baki, à l'origine du gallo-roman *BĀCIS au nominatif, d'où une terminaison primitive en -*baiz, devenue en ancien français -bais. Elle a été notée plus tardivement -baix, comme le montrent les formes anciennes de Roubaix. En revanche, la terminaison -becq de Robecq est issue d'une forme d'ancien néerlandais bēke, francisée par la suite et procédant elle aussi du vieux bas francique.
Quant au premier élément Rou- de Roubaix, la plupart des spécialistes le considèrent comme issu de ros, semblable à celui de ces différents toponymes et qui remonte au vieux bas francique *raus (cf. gotique raus) ou *rausa « roseau », qui a donné l'ancien français ros « roseau », d'où le diminutif rosel> roseau.
Enfin, le vieux haut-allemand bah, bak ne peut pas avoir été combiné avec cet élément, puisque la forme prise par le proto-germanique *raus(a) en vieux haut-allemand est rôr « roseau » (allemand Schilfrohr « sorte de roseau »), avec rhotacisme de [s], ce qui donne des toponymes de même sens, bien représentés en Alsace et en Lorraine, sous les formes Rohrbach, Rorbach-lès-Dieuze, etc.

## Histoire

### Moyen Âge

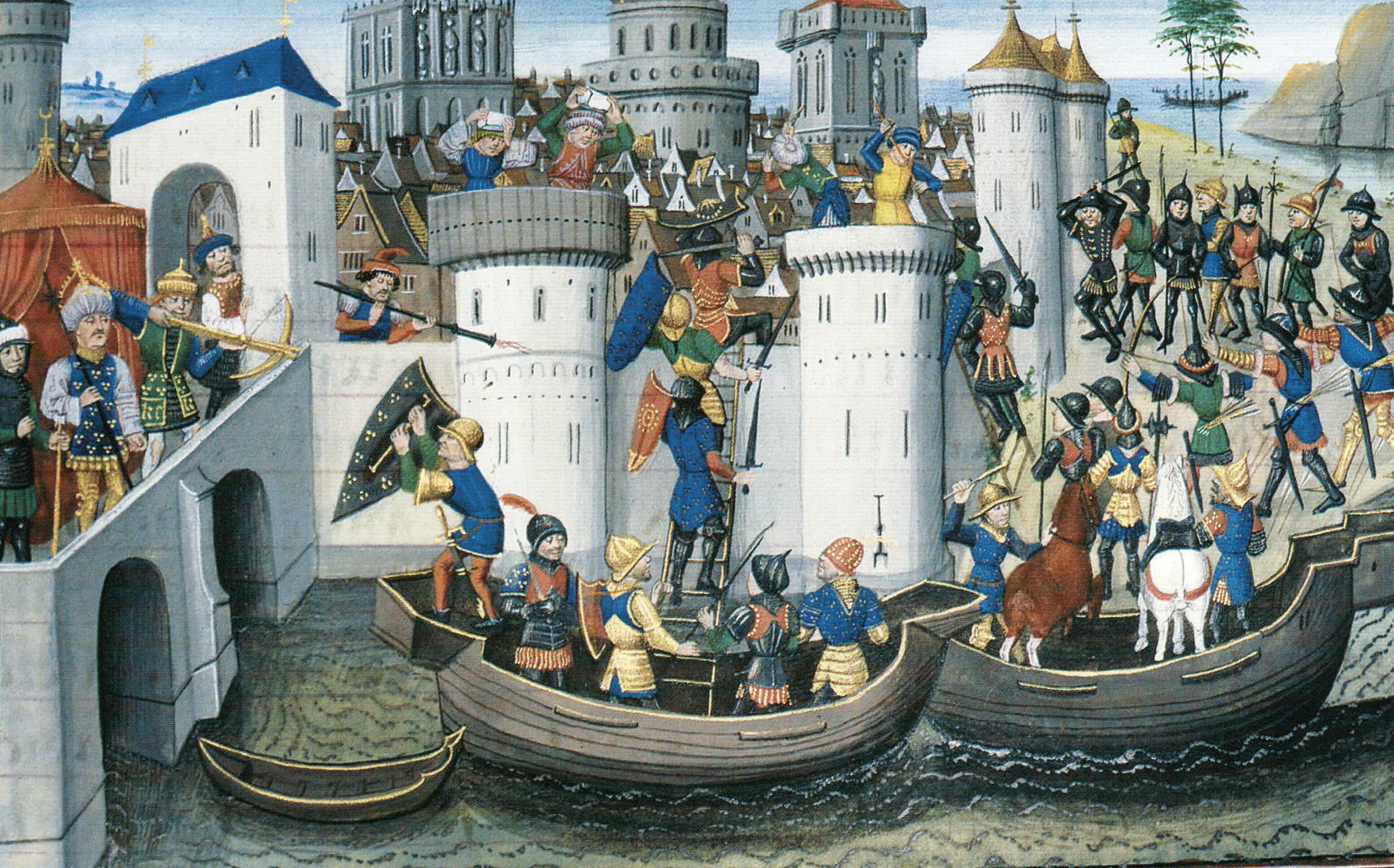
Siège de Constantinople lors de la Quatrième croisade.

La ville de Roubaix est mentionnée dès 897 et apparait pour la première fois sur des cartes du IXe siècle. Roubaix fait partie de la Flandre romane et dépend du diocèse de Tournai. En 1202, Otbert de Roubaix participe à la quatrième croisade. Son nom figure dans la deuxième salle des croisades du château de Versailles. La ville passe du statut de simple bourgade à celui de ville sous le règne du seigneur Pierre de Roubaix au XVe siècle.

### Époque moderne
Le 1er mars 1579, la terre et seigneurie de Roubaix est érigée en marquisat, par lettres données à Madrid, pour Robert de Melun (Maison de Melun), vicomte de Gand, seigneur de Roubaix, dont le père, prince d'Épinoy, seigneur d'Antoing a été tué à Talmar. Ces lettres patentes de marquisat ont été confirmées par les archiducs Albert d'Autriche et Isabelle-Claire-Eugénie d'Autriche le 6 avril 1600, en faveur de Lamoral Ier de Ligne, comte de Ligne et de Fauquembergues, Robert de Melun recevant en échange le titre de marquis de Richebourg.
Roubaix devient française au traité d'Aix-la-Chapelle (1668).

### Révolution française
En 1793, dans le cadre de la bataille d'Hondschoote, un combat oppose à Roubaix les Français aux prises avec les Alliés coalisés contre la France le 16 août 1793. Les Français ont pris puis perdu Roubaix dans la même journée.

### XIXesiècle
En 1808, on trouve à Roubaix un dépôt de sûreté, où on enferme les petits délinquants avant leur transfert en maison d'arrêt à Lille.
La récession de 1847 touche durement l'industrie de la ville, qui compte 8 000 chômeurs sur un effectif ouvrier de 13 000 personnes.

### La Belle Époque

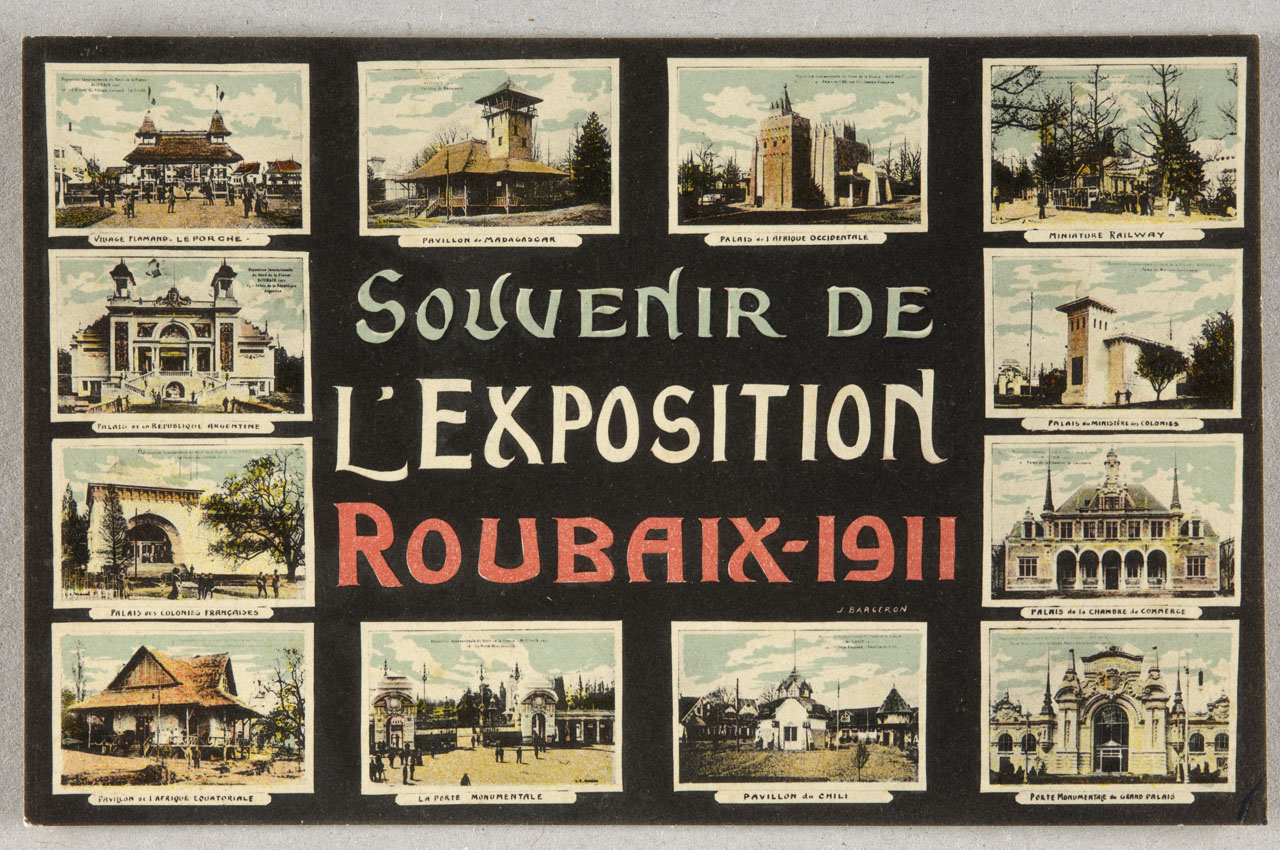
Exposition internationale du Nord de la France de 1911.

Au XIXe siècle, jusqu'au milieu du XXe siècle, Roubaix est une capitale mondiale du textile, abritant même la bourse de la laine. Son industrialisation est très forte avec de nombreuses usines réparties sur toute la ville. La ville est même appelée ville aux mille cheminées. Aujourd'hui, peu de ces vestiges subsistent mais les dernières cheminées encore debout sont toutes protégées. Éloy Droulers, natif de Roubaix, fonde une chocolaterie en 1890 à Fresnes-sur-Escaut qui commercialisa le chocolat Droulers.
Pendant la répression de janvier et février 1894, la police y effectue des perquisitions visant les anarchistes qui y résident, sans réel succès,,.
En 1911, la ville accueille l'Exposition internationale du Nord de la France.
À Roubaix existent au XIXe siècle de nombreuses guinguettes populaires où les Roubaisiens viennent chanter, notamment en patois du nord. La demande en spectacles est très vive, ce qui détermine les autorités municipales à entreprendre la construction d'un cirque municipal, l'Hippodrome théâtre, en 1882, non loin de l'actuel bâtiment des Archives nationales du Monde du Travail. Cette scène accueillait aussi bien représentations théâtrales que vedettes du music-hall ou mêmes orateurs politiques (Jules Guesde, Jean Jaurès entre autres). Après la Libération en 1944, cette salle, devenue le « Capitole », alternant cinéma et comédies musicales, maintiendra tant bien que mal sa faveur auprès du public, jusqu'à sa fermeture et sa démolition en 1964,.
Roubaix est desservi par des tramways dès 1894. De 1899 à 1904, la ville accueille des spectacles taurins dans les arènes de Roubaix.

### Époque contemporaine
Pour un article plus général, voir Occupation du Nord-Est de la France par l'Allemagne pendant la Première Guerre mondiale.

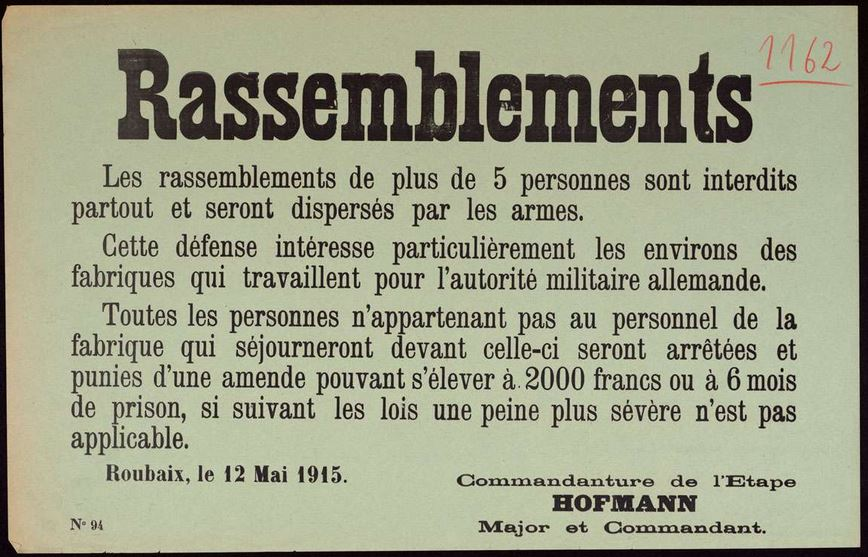
Affiche d'interdiction de rassemblement à Roubaix en 1915.

Roubaix fait partie de la zone occupée par les Allemands. En janvier 1915 se crée à Roubaix une feuille clandestine Le Journal des occupés… inoccupés. En avril 1915, elle fusionne avec La Patience, lilloise, pour devenir L'Oiseau de France. L'équipe qui la dirige passera devant le conseil de guerre en avril 1917 et ses membres seront déportés.
Du 5 avril au 16 mai 1916, la police militaire et la gendarmerie allemande font des rafles à Roubaix, Tourcoing et dans les environs. On arrête les jeunes gens, de préférence des ouvrières et ouvriers, on les emmène dans les trois prisons allemandes de la ville, où des opérations de tri ont lieu et des convois d'environ 400 personnes par trains sont constitués. Les personnes ainsi sélectionnées, jeunes de moins de 35 ans, ouvrières, servantes, lingères, couturières et leurs homologues masculins, sont déportées dans les Ardennes pour y travailler. Le nombre de déportés n'est pas connu avec précision, le 11 avril ils étaient déjà 2500. Il en va de même dans les villes voisines également occupées Lille, Tourcoing…
En 1939, est organisée à Roubaix et à Lille, l'exposition du Progrès social, voulue par l'association des maires du Nord et de l'Est, pour montrer que vingt ans après la fin de la première guerre mondiale, le renouveau, tant industriel que social, est bien installé. La manifestation est inaugurée le 14 mai par le ministre du commerce Fernand Gentin, avant de recevoir le 5 juin, le président de la République Albert Lebrun, accueilli par une foule immense. Cette volonté affirmée de regarder vers l'avenir rencontre un beau succès et amène pendant quelques mois une succession d'évènements joyeux (concerts, conférences…). La déclaration de guerre du 3 septembre 1939 va provoquer la fin prématurée de l'exposition et de l'espoir qu'elle voulait représenter.
La ville est prise le 24 mai 1940 par les Allemands pendant la bataille de France au début de la Seconde Guerre mondiale.
À partir des années 1970, Roubaix connaît un processus de désindustrialisation, du fait de la crise du textile. La ville entre dans une phase de décroissance urbaine.
Dans la population roubaisienne du milieu des années 1990, environ 30 000 personnes, soit 30 % de la population totale, sont étrangères ou d'origine étrangère. Parmi celles-ci 63 % sont issues de pays « hors CEE ». La mairie de Roubaix témoigne de la grande prospérité passée de la ville. Sur son fronton sont représentés les différents métiers exercés dans la ville au XIXe siècle.
Le 23 janvier 2022, une émission de Zone interdite diffusé sur M6 sur l'Islam radical, est en partie tourné à Roubaix. À la suite de ce reportage, plusieurs personnes sont la cible de menaces de mort, parmi elles, Guillaume Delbar, le maire de la ville, le roubaisien Amine Elbahi, le producteur Tony Comiti ou encore la présentatrice de l'émission, Ophélie Meunier, qui est placée sous protection policière. Le 1er février 2022, le site Arrêt sur images fait part d'emails et de messages trompeurs de la part des journalistes de l'émission. Lilia, une étudiante en droit sollicitée par la production, affirme que le contact de l'émission voulait réaliser un reportage sur La laïcité et le vivre-ensemble et non sur l'Islam radical. L'intéressée dénonce « des propos tronqués et un montage trompeur ».

## Développement urbain

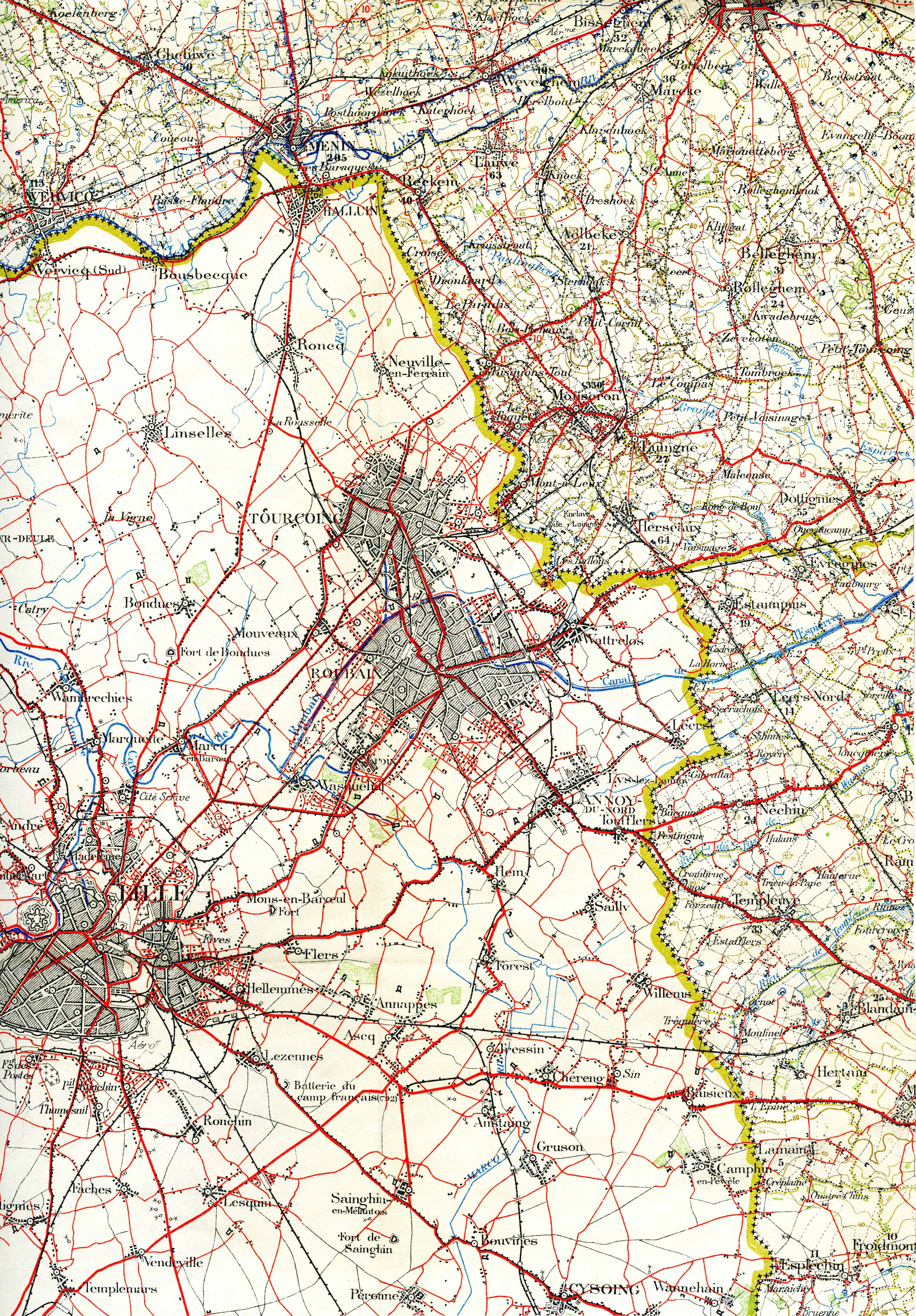
Carte de Roubaix et de ses environs en 1922. La grande urbanisation entre les villes n'a pas encore eu lieu.

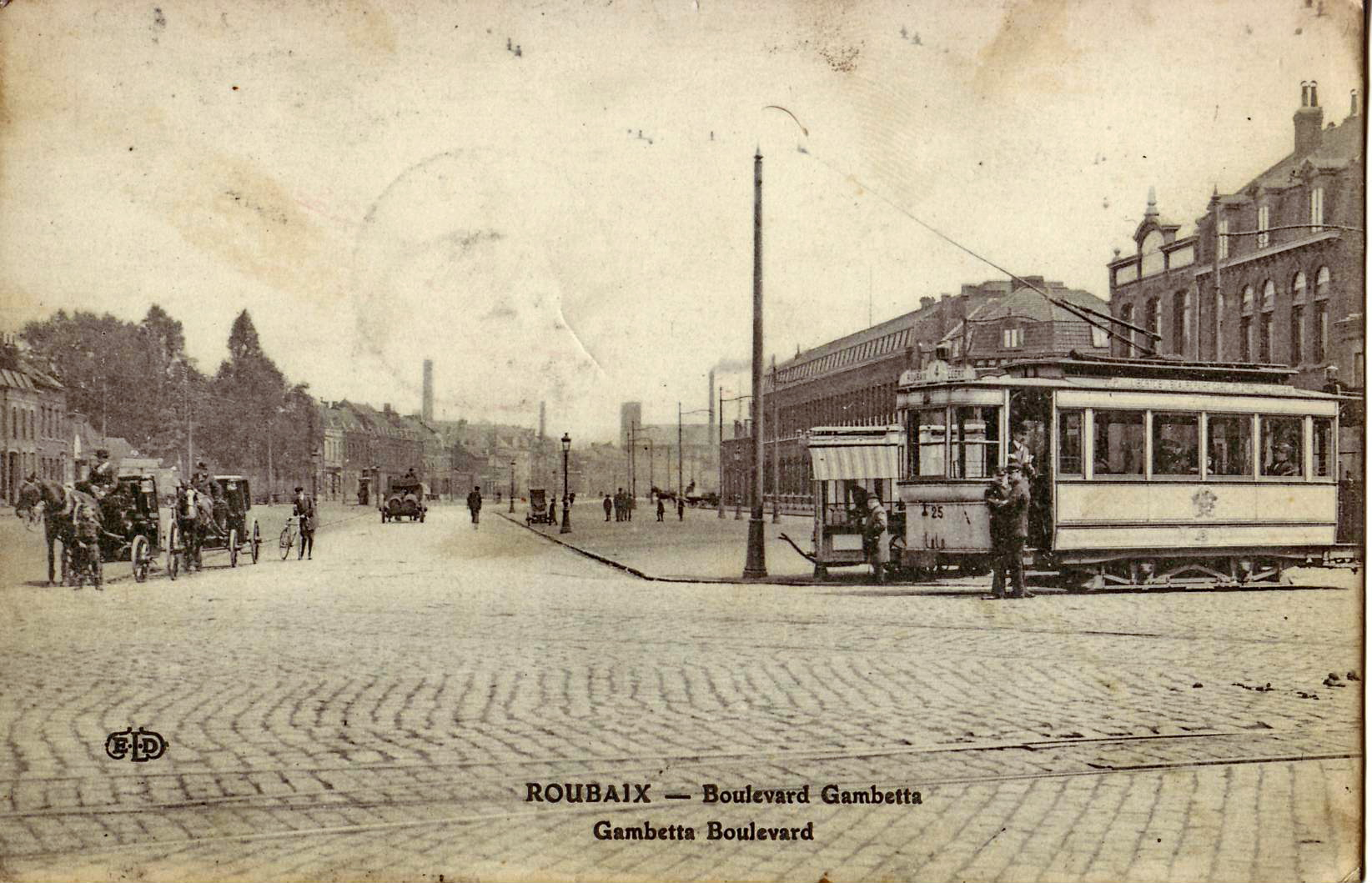
Boulevard Gambetta.

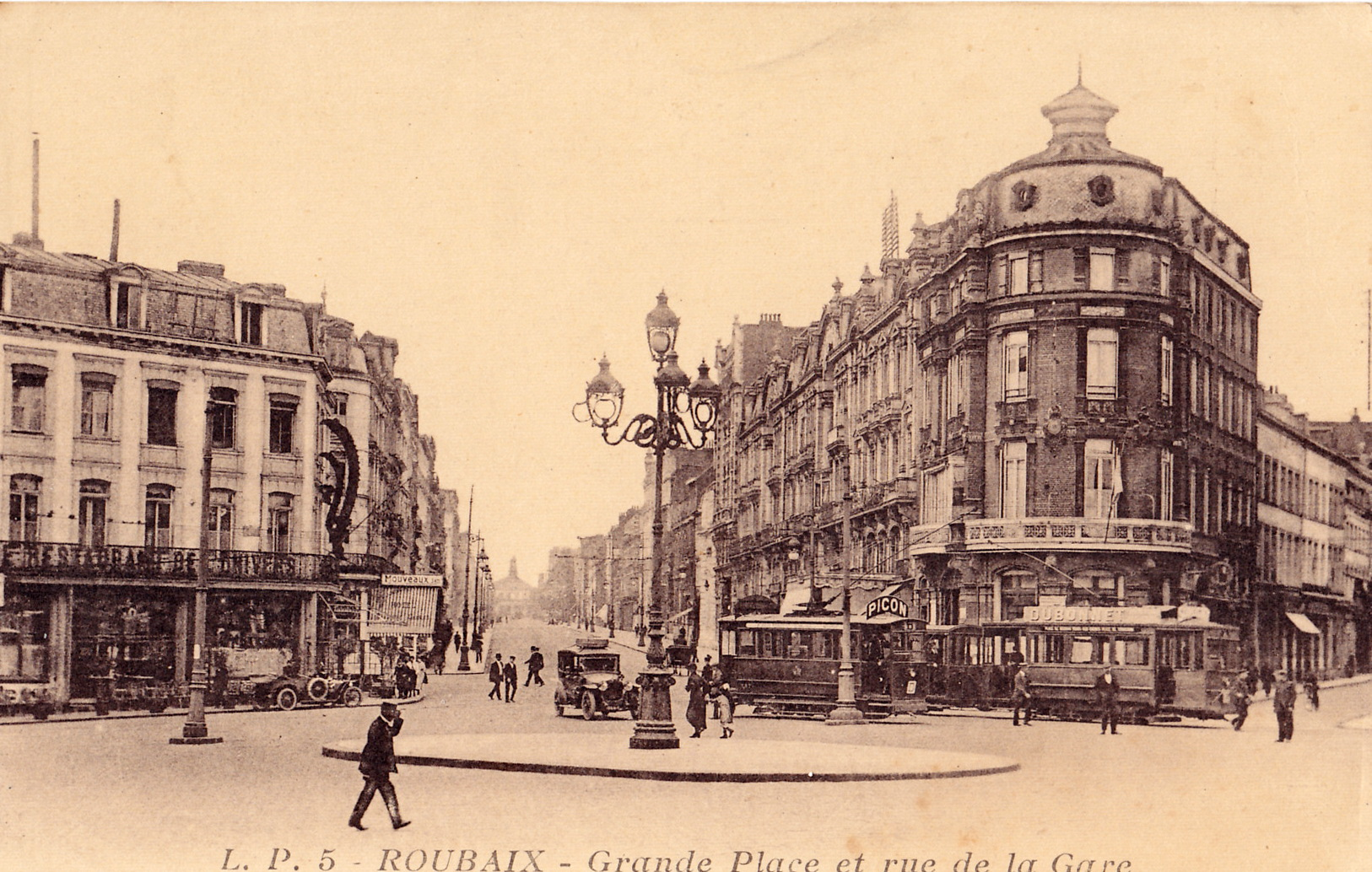
Grande Place et rue de la Gare.

Le tissu urbain de Roubaix, comme celui de nombreuses autres communes du Nord-Pas-de-Calais est très marqué par l'histoire industrielle (filatures, charbon, métallurgie) et ses séquelles et par le processus de désindustrialisation massif, démarré ici dès la fin des années 1960.
Roubaix constitue avec ses voisines Tourcoing, Wattrelos, Croix, Lys-lez-Lannoy, etc. l'un des rares exemples français d'une ville dont le développement est essentiellement dû à l'industrie, très majoritairement l'industrie textile sous ses diverses formes.
Si l'histoire textile, principalement lainière, de la ville est antérieure à la révolution industrielle, c'est avec cette dernière que ce gros bourg va devenir une très grande ville, décuplant sa population entre 1820 et 1914. Cette expansion s'est essentiellement faite pour répondre aux besoins de main-d'œuvre croissants d'une industrie textile en fort développement. Elle s'est principalement produite quartier par quartier, ceux-ci succédant à d'anciens hameaux, et n'a été que très partiellement et tardivement planifiée, même à petite échelle, les industriels locaux ne s'intéressant généralement que peu ou pas à la question du logement ouvrier.
En 1802-1803, au niveau des transports, Roubaix est reliée à Lille par deux voitures à quatre roues, lorsqu'il fait mauvais temps, à une fréquence variable. Une liaison régulière est assurée avec Tourcoing par une brouette trainée par un homme et un chien.
Celui-ci s'est donc souvent développé à l'initiative de petits investisseurs, rentabilisant au maximum des emprises foncières limitées, proche des usines. Ceci a donné naissance à des formes urbaines assez spécifiques, bien qu'héritées des siècles antérieurs, les "rangs" ou "choques", les cours ou "courées", les "forts", etc. Dans certains quartiers, tel le Pile, habitat ouvrier et usines constituaient l'essentiel du tissu. Dans d'autres quartiers, l'Épeule par exemple, les rues principales étaient occupées par des maisons un peu plus vastes, voire parfois quelques hôtels particuliers, des commerces et des ateliers d'artisans et plus tard par les premiers services publics (écoles…). La grande bourgeoisie industrielle, quant à elle, logée tout d'abord près de ses usines ou en centre-ville dans les maisons familiales de marchands-fabricants, va dès les années 1870 se faire construire, en priorité au sud de la ville, des hôtels de maîtres, de grandes villas, voire de véritables "châteaux" au sein de vastes parcs.
À partir de la fin du XIXe siècle, la municipalité, va intervenir de façon importante mais jusqu'à l'entre deux guerres principalement dans le domaine des équipements publics (écoles, dispensaires, postes de police…) quand, première en France, elle est socialiste, et, de nouveau sous direction patronale, sur la structuration du centre-ville - Hôtel de ville (1911) et Grand Place, percée de la rue de la Gare (1882) (avenue Jean Lebas) et la réalisation du prestigieux parc Barbieux (1867-1907).
En 1921, en réponse notamment à la montée de la question du logement, la municipalité demande à l'urbaniste Jacques Gréber de produire un « plan d'aménagement, d'embellissements et d'extension » (s'étendant aux communes voisines, notamment Tourcoing). Le plan se résume en fait à l'extension de la commune vers le sud et l'est, toute intervention sur tissu existant s'avérant quasi impossible. C'est ainsi qu'est développé le quartier du Nouveau Roubaix, principalement par l'Office public de HBM, créé à cette fin : 500 appartements et 200 maisons individuelles environ sont ainsi conçus par les plus éminents architectes locaux: Jacques Barbotin, Élie Dervaux, Paul Destombes, René Dupire et Maurice Dupire… La municipalité fait à la même époque construire le Parc des sports de Roubaix avec son célèbre vélodrome.
L'extension urbaine se poursuit après la Seconde Guerre mondiale avec la réalisation sous forme de ZUP du quartier des Trois Ponts en 1961 conçu par Guillaume Gillet et celui des Hauts Champs, partagé avec la commune voisine de Hem, de 1954 à 1962, sous la direction de Jean Dubuisson avec A. Fauchelle et José Segers.
C'est cependant dans le tissu existant que se mettent en œuvre les opérations d'aménagement les plus significatives :
- La rénovation totale du secteur de la rue des longues haies / ilôt Edouard Anseele, de 1958 à 1969, sous la direction de Guillaume Gillet et des architectes roubaisiens Guy et Jacques Lapchin.
- la résidence Armenonville, de 1954 à 1960, par les mêmes architectes
- la résidence du parc, de 1950 à 1957, en grande partie sur la commune de Croix, par Jean Dubuisson avec R. Legay et R. Patout ; la tour du fer-à-cheval étant conçue par Guillaume Gillet.

Depuis lors de nombreuses opérations de restructuration du tissu existant ont été menées. Jusqu'au milieu des années 1990 - et même parfois au-delà - elles se sont accompagnées de démolitions massives, justifiées par l'état généralement médiocre du bâti, mais surtout révélatrices d'une méconnaissance totale de sa valeur patrimoniale, tant architecturale que sociale. C'est dans ce contexte qu'a été percée, à partir de 1972, l'avenue des Nations unies.
Cependant dès les années 1980, une remise en cause des pratiques de la rénovation urbaine s'était fait jour, dont le quartier de l'Alma Gare et son Atelier populaire d'urbanisme sont les représentants les plus emblématiques. Une très intéressante et très médiatisée expérience de rénovation urbaine participative y a été mené dans les années 1976 à 1985 avec le soutien de la municipalité et de l'office d'HLM de la ville : les architectes de l'Agence AUSIA notamment, se sont mis au service d'une vision à la fois nostalgique et innovante du quartier, ardemment défendue par un collectif d'habitants.
La réhabilitation/reconversion de ces monuments a entrainé un mouvement de revalorisation du patrimoine et, ce faisant, un timide regain d'attractivité pour la ville; une partie du patrimoine domestique est aujourd'hui réinvesti par des particuliers à des fins résidentielles ou pour des activités principalement libérales. Le soutien de la politique de la ville (dispositif Zone franche urbaine notamment) aidant. Parallèlement, à l'initiative de Lille métropole, de nombreuses courées ont été réhabilitées plutôt que démolies, offrant désormais un habitat individuel décent à des familles en difficultés.
Une re-dynamisation commerciale du centre-ville (centre de magasins d'usine, centre commercial avec hypermarché et cinémas) a été engagée avec des résultats assez inégaux. Depuis quelques années des opérations de logements neufs de tailles très diverses sont menées tant sur initiative publique que privée, certaines autour de parcs publics, parc du Nouveau monde, parc du Brondeloire, créés par dédensification du tissu urbain.
Les besoins de réhabilitation de l'habitat, de renforcement des services et de restauration/réaffectation des grands bâtiments issus de l'ère industrielle restent cependant gigantesques.
La « Zone de l'Union », située sur Roubaix, Tourcoing et Wattrelos, est l'un des plus grands chantiers de France avec la réhabilitation d'une friche industrielle de quatre-vingt hectares environ – dont l'ancienne brasserie Terken – pour en faire une zone d'activité de haute qualité environnementale, en associant les habitants des quartiers au projet, dans une dynamique de démocratie participative. La zone est desservie par un réseau de chaleur biomasse. Elle accueille déjà le Centre Européen des Textiles Innovants (CETI) ainsi que plusieurs sièges d'entreprises (Kipsta, le bailleur LMH, Vinci Construction, Ciuch) et également la Plaine Image.
Outre le centre-ville, la politique de la ville et ses divers dispositifs ont permis une reconquête active de nombreux quartiers en pleine rénovation, tels le quartier des Trois Ponts, des Hauts Champs et prochainement du Pile.
Plus de 79 % de la population de Roubaix habite en quartier prioritaire de la politique de la ville, avec un taux de pauvreté atteignant jusqu'à 51 % en 2020.

## Politique et administration

### Situation administrative

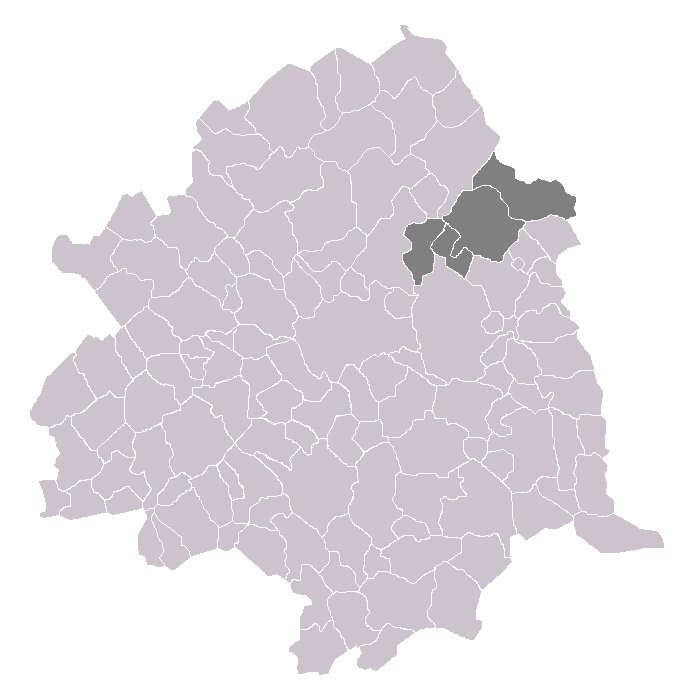
Les cantons de Roubaix dans leur arrondissement.

En France, la commune de Roubaix fait partie du département du Nord en région Hauts-de-France. Au sein de l'arrondissement de Lille, la commune appartient à Métropole européenne de Lille (MEL), avec 89 autres communes dont Lille.
La commune est découpée en deux circonscriptions. Depuis 2012, le canton de Roubaix-Ouest appartient à la septième circonscription du Nord tandis que les cantons de Roubaix-Centre, Roubaix-Nord et Roubaix-Est forment la huitième circonscription du Nord.

### Tendances politiques et résultats
L'électorat de Roubaix a longtemps penché à gauche. Aux dernières élections législatives de 2017, la 7e circonscription du Nord et la 8e circonscription du Nord (regroupant Roubaix) ont obtenu respectivement au second tour les résultats suivants : Francis Vercamer (Union des indépendants) 53,5 % contre 46,5 % Arnaud Verspieren (Mouvement démocrate) et Catherine Osson (La République en marche !) 71,69 % contre Astrid Leplat (Front national) 28,31 %.
La mairie de Roubaix est remportée en 2014 par Guillaume Delbar, représentant l'Union de la Droite et membre du parti UMP; il obtient ainsi 36 sièges contre 17 à l'opposition.
L'abstention y est généralement forte, au point que la ville est parfois surnommée « capitale de l'abstention ». La participation y était de 60,17 % au second tour de l'élection présidentielle de 2017 (contre une moyenne nationale de 74,56 %) et de seulement 44,4 % aux élections municipales de 2014.
Les élections municipales de 2020 sont caractérisées par un faible taux de participation (respectivement 22,52 % et 22,75 % au 1er et 2e tour). Le confinement lié à la pandémie de Covid-19 retarde de trois mois la tenue du second tour, qui a lieu le 28 juin. Au second tour, Guillaume Delbar (union du centre) l'emporte face à Karim Amrouni (divers gauche) avec 56,21 % des voix, les autres listes n'ayant pas pu se maintenir,.
Aux élections européennes du 9 juin 2024, l'abstention reste forte 64,36% (contre 69,43% en 2019),, mais en repli, et l'électorat revient à gauche. Le parti au pouvoir n'arrive que troisième avec 9,48% (contre 19,56% en 2019), derrière LFI (42,84% contre 15,07% en 2019),, le Rassemblement national (18,57% contre 20,29% en 2019), et PS-Place publique (8,81% contre 5,72% en 2019),.

### Liste des maires
| Période          | Période                  | Identité            | Étiquette                | Qualité |
| ---------------- | ------------------------ | ------------------- | ------------------------ | --- |
| 15 mai 1892      | 17 décembre 1901         | Henri Carrette      | POF                      | Cabaretier puis marchand de journaux Conseiller général de Roubaix-Est (1892 → 1895)                                                                                   |
| 26 décembre 1901 | 26 janvier 1902          | Édouard Roussel     | UDR                      | Industriel et ingénieur IDN Conseiller général de Roubaix-Ouest (1928 → 1940)                                                                                          |
| 26 janvier 1902  | 19 mai 1912              | Eugène Motte        | FR                       | Industriel Député de la 7e circonscription de Lille (1898 → 1906) Conseiller général de Roubaix-Est (1895 → 1910)                                                      |
| 19 mai 1912      | 7 mars 1915              | Jean-Baptiste Lebas | SFIO                     | Comptable Conseiller général de Roubaix-Ouest (1910 → 1928) |
| 7 mars 1915      | 21 octobre 1918          | Henri Thérin        | POF                      | Tisserand puis cabaretier |
| 21 octobre 1918  | juin 1940                | Jean-Baptiste Lebas | SFIO                     | Comptable Député de la 7e circonscription de Lille (1932 → 1942) Conseiller général de Roubaix-Est (1928 → 1940) Président du conseil général du Nord (1937 → 1940)    |
| juin 1940        | 17 août 1941             | Fleuris Vanherpe    | SFIO                     | Cafetier |
| 19 août 1941     | décembre 1941            | Marcel Guislain     | SFIO                     | Médecin et chef de service au centre hospitalier de Roubaix |
| 21 janvier 1942  | 1er mai 1942             | Alphonse Verbeurgt  | SFIO                     | Ouvrier textile et syndicaliste |
| 22 mai 1942      | juillet 1942             | Charles Bauduin     | SFIO                     | Ouvrier teinturier et cabaretier |
| 18 juillet 1942  | 13 mars 1977             | Victor Provo        | SFIO puis PS             | Fonctionnaire territorial Sénateur du Nord (1974 → 1977) Député de la 2e circonscription du Nord (1952 → 1958) Conseiller général de Roubaix-Est (1949 → 1973)         |
| 13 mars 1977     | 6 mars 1983              | Pierre Prouvost     | PS                       | Directeur de société Député de la 7e circonscription du Nord (1978 → 1986)                                                                                             |
| 6 mars 1983      | 18 mai 1994 (démission)  | André Diligent      | UDF-CDS                  | Avocat Député européen (1979 → 1984) Sénateur du Nord (1983 → 2001) |
| 28 mai 1994      | 13 mars 2012 (démission) | René Vandierendonck | UDF-CDS puis DVG puis PS | Administrateur territorial Sénateur du Nord (2011 → 2017) Conseiller régional du Nord-Pas-de-Calais (2010 → 2011)                                                      |
| 22 mars 2012     | 30 mars 2014             | Pierre Dubois       | PS                       | Ancien chargé de mission |
| 6 avril 2014     | En cours                 | Guillaume Delbar    | UMP-LR puis DVD          | Entrepreneur Conseiller régional des Hauts-de-France (depuis 2015) 10e vice-président de la région Hauts-de-France (2015-2021) 3e vice-président de la MEL (2014-2020) |

### Politique environnementale
La commune est densément habitée et a souffert de profondes séquelles de l'industrie lourde et des deux guerres mondiales. Elle travaille à la requalification environnementale de son patrimoine.
Le territoire communal est marqué par un déficit d'espaces-verts (10 m2 par habitant, au moment de la réflexion sur la trame verte et bleue dans les années 2000). En 2018, Roubaix disposait d'environ 145 ha d'espaces verts qui sont gérés depuis 2001, dans une démarche de gestion différenciée. Roubaix est également signataire de la Charte de l'Arbre depuis 2004, et dispose d'un patrimoine arborée remarquable constitué d'un quinzaine d'arbres classés et protégés depuis 2018.
La ville est également une des premières en France à réhabiliter en 2010-2011 une école de 1965 (groupe scolaire Buffon) en un bâtiment passif (label Passivhaus). Elle accueille également le 1er bâtiment labellisé Cradle to Cradle en France (Maison du projet de la Lainière sur Roubaix-Wattrelos)
Depuis 2014, la municipalité s'est engagée en faveur d'une trajectoire zéro déchet ; faisant partie de la 1re vague des territoires labellisés "zéro déchet zéro gaspillages" par le ministère de l'Environnement.
En 2015 a été validé un schéma directeur cyclable qui permet la réalisation progressive de continuité cyclables sur l'ensemble de la ville.
En 2017, la ville a voté une stratégie ville nourricière visant à utiliser 15 ha de friches industrielles pour atteindre une autonomie alimentaire partielle en fruits et légumes pour 5 % de la population.
En juin 2018, Roubaix a été la première ville des Hauts-de-France à mettre en œuvre l'Indemnité Kilométrique Vélo (IKV) pour les agents de la ville.
En octobre 2019, la ville de Roubaix a signé avec l'Ademe, la Région Hauts-de-France et l'État une convention de Démonstrateur Nationale de la Conduite du Changement pour 3 ans.
L'objectif de Roubaix est de figurer parmi les villes les plus dynamiques en termes de transition écologique en France et en Europe[réf. nécessaire].

### Sécurité
En 2009, Roubaix possède un taux de criminalité de 83,62 actes pour 1 000 habitants, très inférieur à celui de Lille (106,45 actes pour 1 000 habitants), comparable à celui de villes de taille équivalente comme Amiens (88,03) ou Antibes (81,57), et néanmoins supérieur au taux moyen de 75,28 des villes françaises de 100 000 à 250 000 habitants. Ce taux est sensiblement plus élevé que la moyenne nationale (56,39).
En 1996, un gang baptisé le gang de Roubaix a commis des actes graves de délinquance (avec armes). Le groupe est depuis totalement inactif à la suite d'un raid violent le 29 mars 1999.
Lors des émeutes en banlieues de l'automne 2005, Roubaix fut l'une des villes où des violences ont été constatées.
La politique de la ville tente de réduire la criminalité (instauration des patrouilles de l'Unité territoriale de quartier dans les quartiers les plus sensibles, renforcement des effectifs policiers) ; certains quartiers de Roubaix restent « à risque » (situation entraînant par exemple un arrêt temporaire de lignes de bus en 2008). La proximité avec les frontières belge et néerlandaise favorise également le trafic de drogue dans la ville ; un réseau de trafic de stupéfiants a été démantelé en 2009.
Le 15 novembre 2012, le ministère de l'Intérieur, dirigé par Manuel Valls annonce l'instauration de 49 zones de sécurité prioritaire dont celle de Roubaix-Wattrelos-Tourcoing. Cette ZSP est la plus grande de France et regroupe environ 90 000 habitants. Les quartiers de Roubaix inclus dans cette zone sont : l'Alma, l'Épeule, le Fresnoy, le Cul de four, les Trois ponts, le Pile, le Nouveau-Roubaix et l'Hommelet. Néanmoins, cette ZSP n'a pas réellement apporté de moyens supplémentaires sur la ville.
Le 8 février 2018, Gérard Collomb a annoncé que la ville de Roubaix était retenue parmi les 30 villes ou territoires où la police de sécurité du quotidien sera déployée à partir de 2019.

### Jumelages
Roubaix est jumelée avec les villes de :
| Ville | Ville           | Pays | Pays              | Période                   |
| ----- | --------------- | ---- | ----------------- | ------------------------- |
|       | Bouira,         |      | Algérie           | depuis le 23 octobre 2003 |
|       | Bradford        |      | Royaume-Uni       |                           |
|       | Covilhã         |      | Portugal          |                           |
|       | Mönchengladbach |      | Allemagne         |                           |
|       | Prato           |      | Italie            |                           |
|       | Skopje,         |      | Macédoine du Nord | depuis 1973               |
|       | Sosnowiec       |      | Pologne           |                           |
|       | Verviers        |      | Belgique          |                           |

Les jumelages avec Bradford, Mönchengladbach et Verviers datent de 1969.
Ceux de Skopje, Prato, Sosnowiec et Covilhã datent respectivement de 1973, 1981 et 1993
et 2000.
Roubaix a également signé des accords de partenariats avec les villes de :
- Bouira (Algérie) depuis 2003[110]
- Qabatiya (Palestine) depuis 2012
- São Luis (Maranhão) (Brésil) depuis 2019

## Population et société

### Démographie

#### Évolution démographique
L'évolution du nombre d'habitants est connue à travers les recensements de la population effectués dans la commune depuis 1793. Pour les communes de plus de 10 000 habitants les recensements ont lieu chaque année à la suite d'une enquête par sondage auprès d'un échantillon d'adresses représentant 8 % de leurs logements, contrairement aux autres communes qui ont un recensement réel tous les cinq ans,.

En 2022, la commune comptait 99 507 habitants, en évolution de +3,21 % par rapport à 2016 (Nord : +0,51 %, France hors Mayotte : +2,11 %).
| 1793  | 1800  | 1806  | 1821   | 1831   | 1836   | 1841   | 1846   | 1851   |
| ----- | ----- | ----- | ------ | ------ | ------ | ------ | ------ | ------ |
| 9 120 | 8 091 | 8 724 | 12 170 | 18 187 | 19 455 | 24 802 | 31 039 | 34 698 |

| 1856   | 1861   | 1866   | 1872   | 1876   | 1881   | 1886    | 1891    | 1896    |
| ------ | ------ | ------ | ------ | ------ | ------ | ------- | ------- | ------- |
| 39 445 | 49 274 | 65 091 | 75 987 | 83 661 | 91 757 | 100 299 | 114 917 | 124 661 |

| 1901    | 1906    | 1911    | 1921    | 1926    | 1931    | 1936    | 1946    | 1954    |
| ------- | ------- | ------- | ------- | ------- | ------- | ------- | ------- | ------- |
| 124 365 | 121 017 | 122 723 | 113 265 | 117 209 | 117 190 | 107 105 | 100 978 | 110 067 |

| 1962    | 1968    | 1975    | 1982    | 1990   | 1999   | 2006   | 2011   | 2016   |
| ------- | ------- | ------- | ------- | ------ | ------ | ------ | ------ | ------ |
| 112 856 | 114 547 | 109 553 | 101 602 | 97 746 | 96 984 | 97 952 | 94 186 | 96 412 |

| 2021   | 2022   | - | - | - | - | - | - | - |
| ------ | ------ | - | - | - | - | - | - | - |
| 98 892 | 99 507 | - | - | - | - | - | - | - |

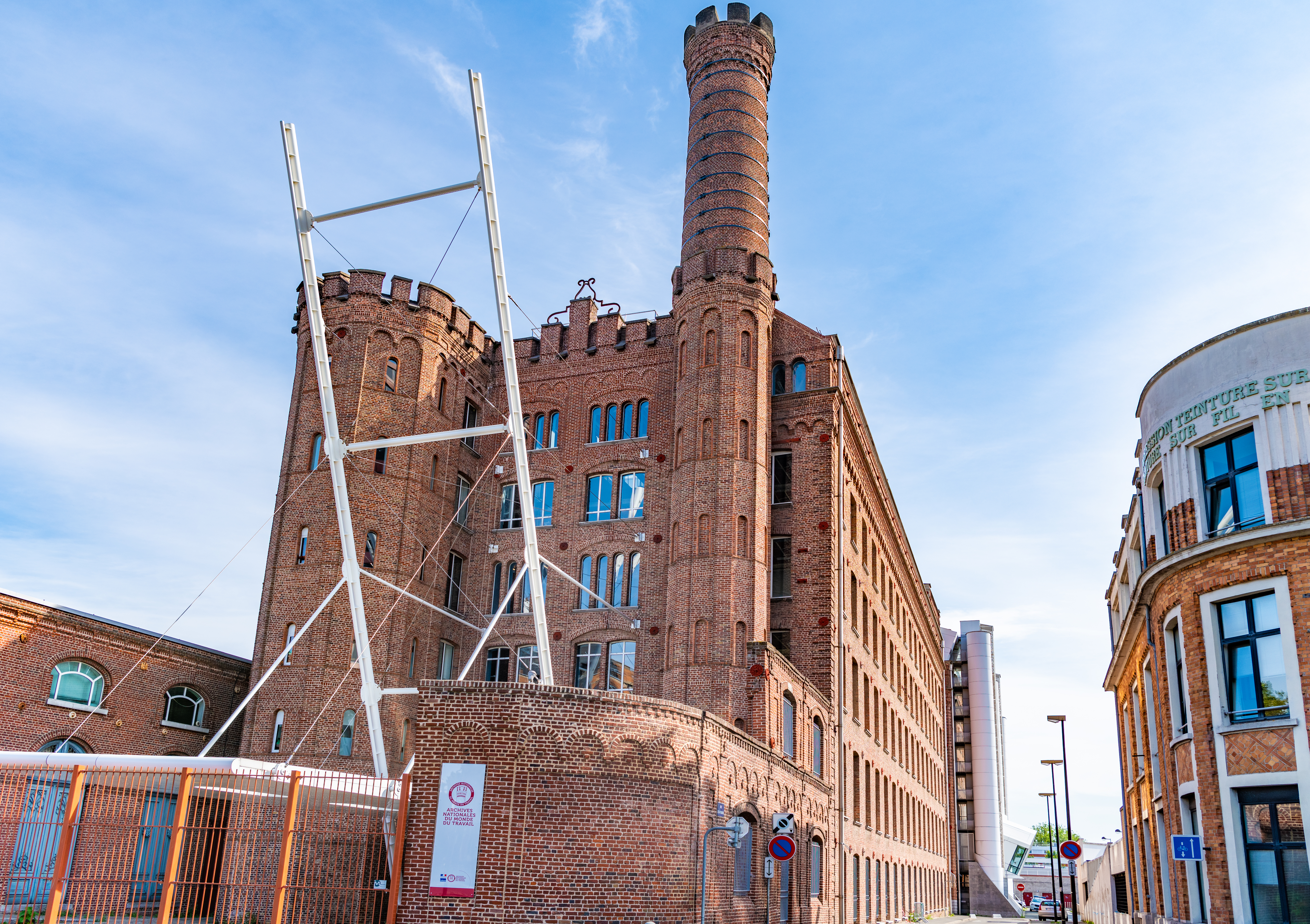
Les Archives nationales du monde du travail dans l'ancienne usine Motte-Bossut.

L'urbanisation a conduit à la formation d'une agglomération continue entre Roubaix et ses voisines les plus peuplées, Lille et Tourcoing, sans compter des dizaines de communes moins peuplées de la communauté urbaine.
La ville dut son développement à l'industrie textile dont l'activité a beaucoup diminué par la suite. Peinant à se reconvertir, elle a vu partir de nombreux habitants (sa population dépassa cent vingt mille habitants dans la première moitié du XXe siècle).
Roubaix fut très longtemps la commune de France la plus peuplée à n'être ni chef-lieu de département ni chef-lieu d'arrondissement. C'est maintenant la troisième derrière Villeurbanne et Montreuil.
Marquée encore par de nombreuses difficultés, la ville de Roubaix compte plus des trois-quarts de sa population qui habitent en quartier prioritaire de la politique de la ville. En 2021, Roubaix est une des communes françaises les plus pauvres avec un revenu disponible par unité de consommation de 13 264 €, un taux de chômage de 30,9 % de la population active et 43 % des habitants vivant sous le seuil de pauvreté,. En 2024, c'est 46 % des habitants vivant sous le seuil de pauvreté, ce qui en fait la commune la plus pauvre de France, à égalité avec Saint-Benoît dans l'île de La Réunion. Les nombreuses entreprises implantées sur la ville et la Zone Franche en centre-ville créent des emplois qui ne profitent pas forcément aux habitants roubaisiens.
C'est aussi l'une des villes les plus inégalitaires de France. En 2011, le coefficient de Gini, qui permet de mesurer les inégalités de revenus, se situait à 0,49. La même année, Roubaix compte 155 redevables de l'Impôt de solidarité sur la fortune ayant un patrimoine moyen de 2,85 millions d'euros, soit la 24e moyenne au niveau national.
La population roubaisienne est très mobile : la ville connait un taux de turn over de 42 % entre 2003 et 2008.
Roubaix est aussi l'une des villes les plus jeunes de France. Ainsi, en 2012, près de la moitié de la population (49,39 %) avait moins de 30 ans. En 2012, 12,83 % de la population est étudiante ce qui fait de Roubaix le 2e pôle étudiant de la Métropole européenne de Lille.

#### Pyramide des âges
La population de la commune est relativement jeune. En 2021, le taux de personnes d'un âge inférieur à 30 ans s'élève à 48,5 %, soit au-dessus de la moyenne départementale (39 %). À l'inverse, le taux de personnes d'âge supérieur à 60 ans est de 16,2 % la même année, alors qu'il est de 23,2 % au niveau départemental.
En 2021, la commune comptait 48 206 hommes pour 50 686 femmes, soit un taux de 51,25 % de femmes, légèrement inférieur au taux départemental (51,77 %).
Les pyramides des âges de la commune et du département s'établissent comme suit.
| Hommes | Classe d’âge | Femmes |
| ------ | ------------ | ------ |
| 0,4    | 90 ou +      | 1      |
| 3,9    | 75-89 ans    | 5,6    |
| 10,3   | 60-74 ans    | 11     |
| 17,3   | 45-59 ans    | 16,6   |
| 17,9   | 30-44 ans    | 18,8   |
| 23,2   | 15-29 ans    | 22,5   |
| 26,9   | 0-14 ans     | 24,5   |

| Hommes | Classe d’âge | Femmes |
| ------ | ------------ | ------ |
| 0,5    | 90 ou +      | 1,4    |
| 5,3    | 75-89 ans    | 8,1    |
| 14,8   | 60-74 ans    | 16,2   |
| 19,1   | 45-59 ans    | 18,4   |
| 19,5   | 30-44 ans    | 18,7   |
| 20,7   | 15-29 ans    | 19,1   |
| 20,2   | 0-14 ans     | 18     |

#### Immigration
Selon l'Insee, la population comptait en 2021 22 141 immigrés, soit 22,4 % de la population totale. Elle comptait à la même date 20 011 étrangers, soit 20,24 % de la population totale, dont 10,65 % de la population totale étant originaire du Maghreb.

### Enseignement
Roubaix fait partie de l'académie de Lille et abrite de nombreux établissements scolaires publics et privés.
On peut noter la présence de 2 établissements originaux dans le cycle primaire:
- L'école et collège privée sous contrat Jeanne-d'Arc, établissement mettant en œuvre la pédagogie Montessori de la maternelle à la fin du primaire, un des rares établissements sous-contrat appliquant cette pédagogie en France.
- L'école privée hors contrat La Cordée.

La ville est progressivement devenue un pôle d'enseignement supérieur. Elle accueille environ 10 000 des 107 000 étudiants de l'enseignement supérieur la métropole lilloise; c'est son troisième centre universitaire après Lille et Villeneuve-d'Ascq. De nombreuses institutions publiques et privées sont présentes à Roubaix en cycle universitaire :
Écoles primaires, Collèges et Lycée
- École maternelle et primaire Saint Marie, 28 rue de l'industrie
- École Elsa Triolet , Rue du Fontenoy
- École Blaise Pascal , 73 rue des anges
- École élémentaire Anatole-France , 45 rue de Barbieux
- École primaire Marie Auxiliatrice , 26 avenue Cordonnier
- Collège Charles Baudelaire, 23 avenue le Notre
- Collège privé Saint Exupéry, 80 avenue Chénier
- Collège Anne Frank , 324 avenue des Nations unies
- Collège privé Pascal , 2 rue de la sagesse
- Lycée Jean Moulin, 49 boulevard du général de Gaulle
- Lycée privé Saint Martin , Rue de Lille
- Lycée privé Saint Rémi, 10 rue Notre-Dame-des-Victoires
- Lycée privé Léonard de Vinci, 21 rue Pellart
- Lycée privé Saint François d'Assise, 59 Av. de la Fosse aux Chênes
- Lycée Van der Meersch, 1 Av. Maxence Van der Meersch
- l'École nationale supérieure des arts et industries textiles (ENSAIT) depuis 1889 ;
- l'Institut Universitaire de Technologie de Lille (Site de Roubaix - Carrières Juridiques) de l'Université de Lille depuis 1974 ;
- les Langues étrangères appliquées de l'Université de Lille ;
- le département Infocom (ex-IUP) de l'Université de Lille depuis 1991 ;
- le site de Roubaix de l'IAE University School of Management de l'Université de Lille ;
- I.N.G.M - Institut national Gabriel Mazzilli : centre de recherche géologique ;
- Pôle 3D : école d'animation 2D/3D, jeux vidéo & effets spéciaux depuis 2003 ;
- l'Institut de Formation en Soins Infirmiers du Centre hospitalier de Roubaix;
- le groupe EDHEC, composé notamment de l'Ecole supérieure de management des entreprises (ESPEME) et de EDHEC Business School, classée 3e meilleure Ecole de commerce en France en 2017 et 14e en Europe[127];
- l'U.M.D (faculté dans le domaine du commerce) ;
- la haute école de mode et de stylisme ESMOD ;
- l'école nationale de police, ENP ;
- l'École nationale de la protection judiciaire de la jeunesse depuis octobre 2008 ;
- l'Institut du marketing et du management de la distribution ;
- le CFA-BTP qui prépare aux métiers du bâtiment ;
- l'E.S.AA.T, l'École Supérieure des Arts Appliqués et Textile ;
- le Groupe CEPRECO[128], qui regroupe 2 écoles consulaires de la CCI Grand Lille, l'ESDM (École Supérieure de Design et de Merchandising) et l'ESVA (École Supérieure de la Vente et des Achats) ;
- l'École de reconversion professionnelle André-Maginot[129]
- Le lycée Jean-Rostand (BTS Audiovisuel, BTS Photographie, BTS Informatique).
- ArtFX, école spécialisée en effets 3D basée à Montpellier, qui ouvrira une nouvelle antenne à Roubaix en septembre 2020[130]

À l'exception notable du groupe EDHEC, installé dans un campus boisé qui lui est spécifique, ces différents établissements sont dispersés dans le tissu urbain, du centre-ville surtout. Nombre d'entre eux occupent d'anciennes usines ou autres bâtiments issus de l'activité textile. Une autre ancienne usine (Vanoutryve) accueille le groupe Pôle 3D, site d'excellence spécialisé dans les industries créatives du numérique.
Le Campus de la Gare (situé à proximité de la Gare de Roubaix) construit à partir de 2015 et en constant agrandissement, regroupe dans des locaux ultra-modernes les composantes roubaisiennes de l'Université de Lille, ainsi que des résidences et restaurants universitaires, ou encore des hôtels.

### Santé
La Ville de Roubaix est membre du Réseau français des Villes-Santé de l'OMS depuis 2001. Ce réseau vise à agir sur les inégalités de santé en France et à soutenir les initiatives d'actions publiques en faveur de la santé pour tous.
La Ville bénéficie de plusieurs organismes de santé publique:
- Le centre hospitalier de Roubaix.
- La Clinique du nouveau monde, une clinique psychiatrique qui dépend de L'établissement public de santé mentale (EPSM) de l'agglomération lilloise
- Un Institut thérapeutique, éducatif et pédagogique qui accueille les enfants et adolescents autistes.
- Le Relais, un centre de soins pour toxicomanes.
- 7 centres médico-psychologiques
- Le Service de Prévention Santé Roubaix-Tourcoing qui rassemble la contraception, la vaccination, le dépistage VIH et hépatite, et l'aide à l'arrêt du tabac[132].

### Sports

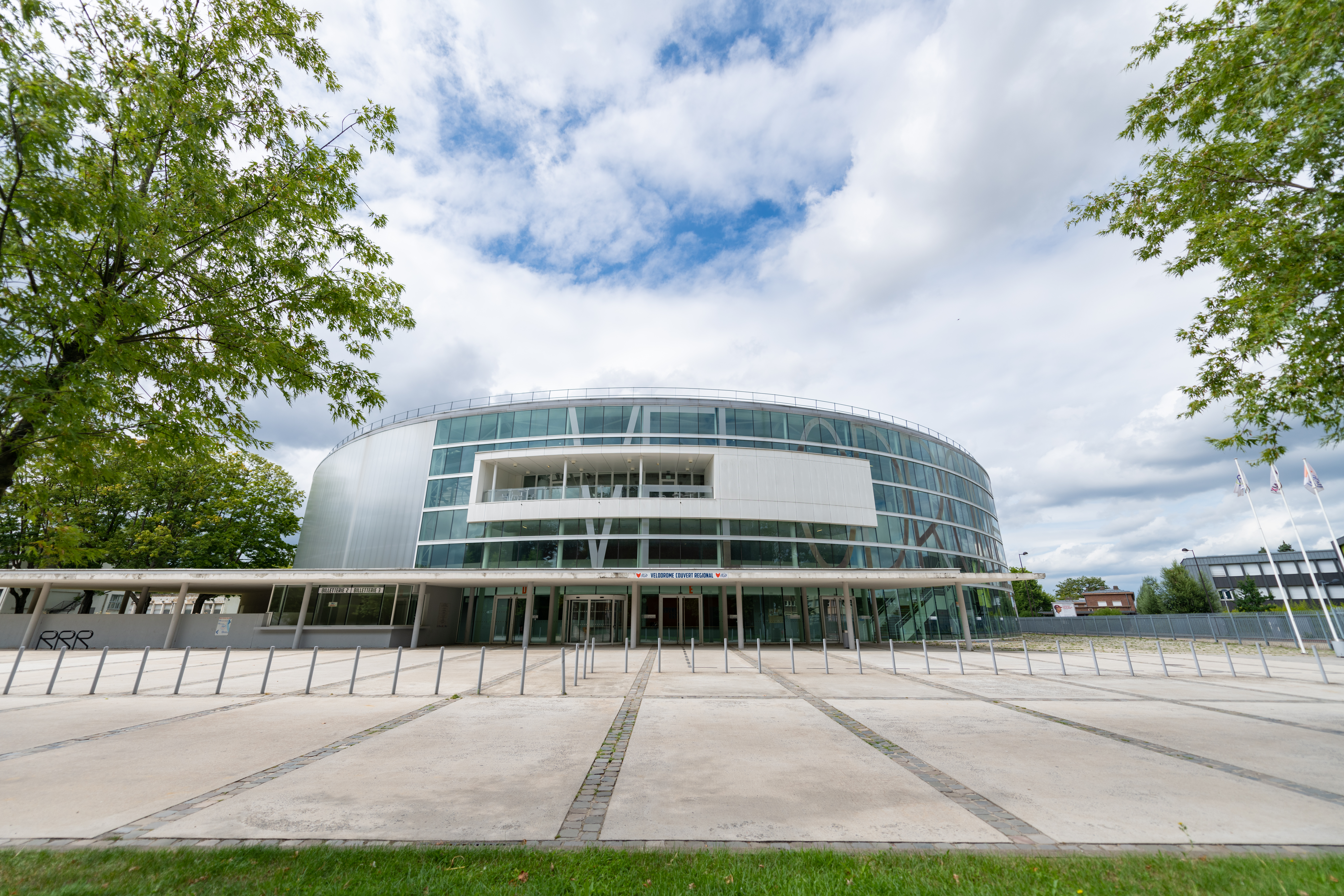
Le Stab Vélodrome couvert.

La ville est connue internationalement pour être l'arrivée de la course cycliste du Paris-Roubaix, qui se tient le deuxième dimanche du mois d'avril. Roubaix dispose de deux vélodromes, particularité unique en France, situés dans le Parc des Sports, énorme complexe sportif à l'est de la ville.
Roubaix a également été une étape presque incontournables du Tour de France jusqu'en 1994, tradition avec laquelle elle a renoué en accueillant l'arrivée de la 9e étape du Tour de France 2018.
Mais la ville recèle également de nombreuses autres pépites du sport.
- Athlétisme : la ville de Roubaix compte un club d'athlétisme (le Roubaix Athlétisme) et un club de marche athlétique (le Club des marcheurs de Roubaix) qui organise chaque année à la mi-septembre les 28 heures internationales de Roubaix à la marche.
- Aviron : Émile Delchambre, Henri Bouckaert, Henri Hazebrouck, Jean Cau et Charlot, membres du Cercle de l'Aviron de Roubaix furent champions olympiques en quatre avec barreur en 1900.
- Badminton : Issu de l'Association Sportive Cartigny Oran (ASCO), le Badminton Club Roubaix est créé le 02 avril 1992. Affilié à la Fédération Française de Badminton depuis 1995, club formateur et reconnu, labellisé 4 étoiles dans le cadre des Écoles Française de Badminton. Depuis sa création, le club participe activement à la dynamique de la vie locale au travers de sa lutte contre l'isolement de la pratique sportive et sa politique d'ouverture à tous les publics. Il évolue actuellement en Pré-Nationale.
- Boxe : Roubaix compte 3 clubs de boxe dont le Boxing club de Roubaix, grand club national qui compte comme champion, Maïdin Elgarni, triple champion de France dans la catégorie Légers.
- Cyclisme : le vélo club de Roubaix est un des grands clubs formateurs du cyclisme (piste et route), de nombreux champions olympiques français y ont fait leur formation comme Arnaud Tournant. Le club est l'organisateur de la classique du le Paris-Roubaix dont l'arrivée se déroule au Vélodrome André-Pétrieux.
- Cyclo-cross : Roubaix a accueilli quatre manches de la Coupe du monde de cyclo-cross en (2008-2009, 2009-2010, 2012-2013, 2014-2015).
- Escalade : le club d'escalade Bou'd'brousse depuis 1993.
- Escrime : Le Cercle d'escrime de Roubaix représente un des clubs les plus importants de France, spécialisé en sabre, il a déjà figuré sur le podium des championnats de France. Il possède des tireurs internationaux notamment Saoussen Boudiaf qui a été sacrée championne d'Europe junior 2013 à Moscou et vice championne d'Europe avec l'équipe de France
- Football : Roubaix a brillé en football en division professionnelle lorsque ses clubs ont su s'unir à ceux de Tourcoing : CO Roubaix-Tourcoing. En 1933, la finale de la Coupe de France de football a opposé deux clubs roubaisiens : l'Excelsior Athlétic Club de Roubaix contre le Racing Club de Roubaix. L'Excelsior a gagné 3 à 1.
- Futsal : Roubaix AFS en Division 1 et Roubaix Futsal en Division 2.
- Marche athlétique : L'une des plus longues courses de cette discipline se dispute à Roubaix chaque année, les 28 h de Roubaix. Elle accueille l'élite de ce sport autour du parc Barbieux. Le record actuel est de 255 km sur les 28heures. La course fêta sa 60e édition en septembre 2013.
- Rugby à XV : Le Rugby Club Roubaix.
- Rink hockey : Le club des Patineurs de Roubaix, actuellement en 2e division nationale[133],[134].
- Taekwondo : Roubaix compte 2 clubs de Taekwondo : Taekwondo Hapkido au Cul-de-Four et Taekwondo Fresnoy-Mackellerie
- Échecs : Le club Roubaix-Echecs, siégeant au pôle ressource jeunesse Laennec rue Joseph Dubar a vu le jour en décembre 2014 grâce à l'initiative d'Eleuthère Moreau, président du Comité Départemental du Jeu d'Échecs (CDJE59).
- Aïkido: Roubaix propose un club d'Aikido membre de l'UFOLEP avec des entraînement pour enfants et adultes dans le style Kobayashi.

### Cultes
Les Roubaisiens disposent de lieux de culte suivant leur religion; la majorité des Roubaisiens suivant une religion sont majoritairement catholiques (regroupés en six paroisses), puis musulmans (regroupés en sept mosquées). Les minorités concernent les protestants qui suivent différentes dénominations, les bouddhistes regroupés en cinq petits lieux de culte et enfin quelques familles israélites.

#### Culte bouddhiste
La ville de Roubaix abrite cinq temples bouddhistes :
- La pagode laotienne Lao Bouddha-Viharn, boulevard de Strasbourg
- La pagode lao-thaï Wat Bouddha Bouxa Voramahavihaan, rue Favreuil
- La pagode khmère Wat Raksmeysamaki, rue Horace Vernet
- La pagode thaïlandaise Wat Yanwattanaram (thaï : วัดญาณวัฒนาราม), rue de Lannoy
- La pagode vietnamienne Chúa Hô QuÓc, rue Daubenton.

#### Culte catholique

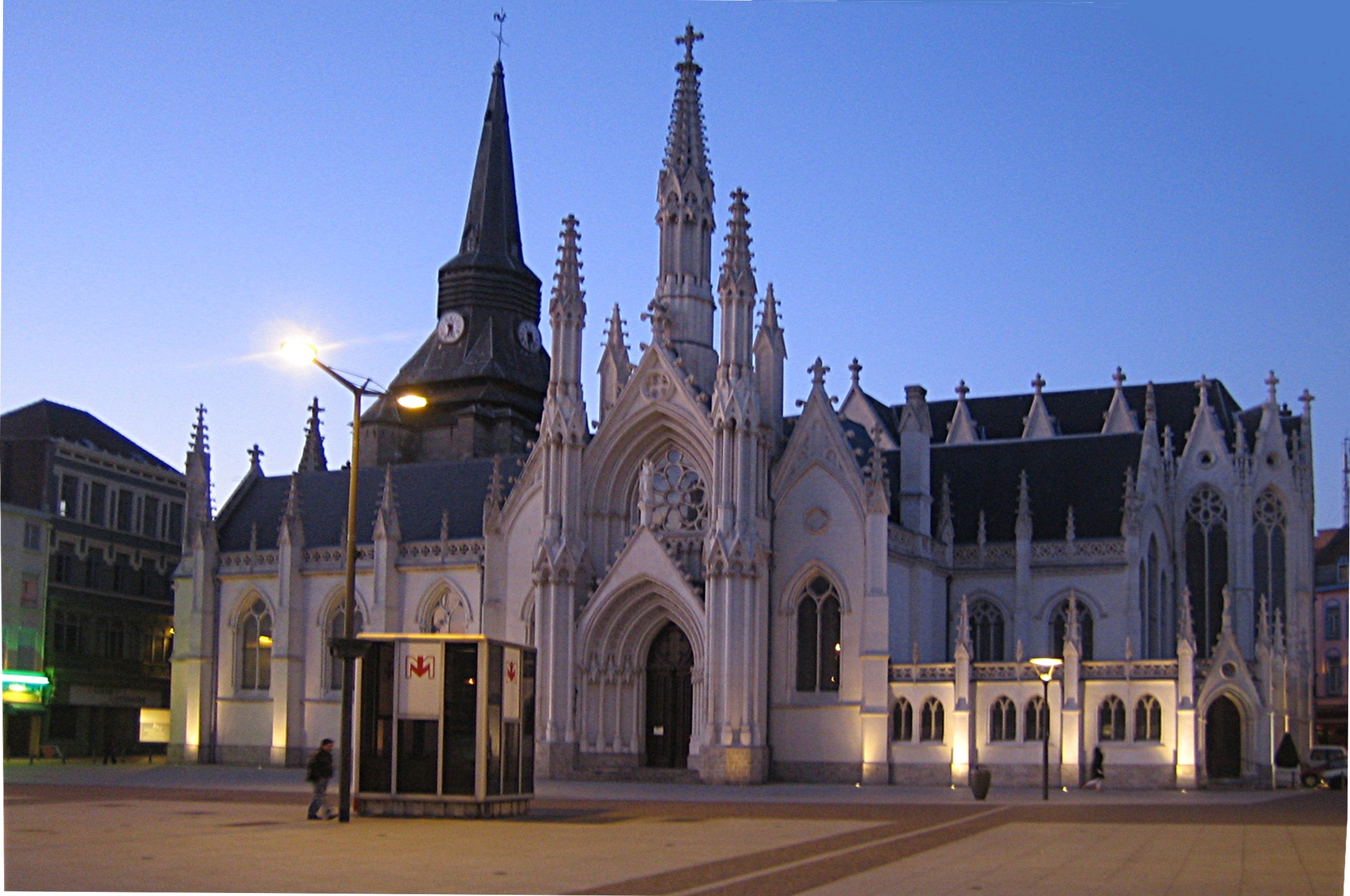
Église Saint-Martin, de nuit.

La ville de Roubaix comprend plusieurs lieux de culte catholiques regroupés en cinq paroisses, dont :
- Église Sainte-Élisabeth dite du Tilleul (paroisse de la Fraternité), rue Henri Lefebvre ;
- Église Saint-François (paroisse Bienheureux Charles de Foucauld), rue Saint-Joseph ;
- Église Saint-Jean-Baptiste (paroisse de la Trinité), boulevard du Cateau ;
- Église Saint-Joseph (paroisse Bienheureux Charles de Foucauld), rue de France ;
- Église Saint-Martin, Grand Place ;
- Église Saint-Michel (paroisse de la Trinité), avenue Cordonnier ;
- Église Notre-Dame-de-Lourdes (paroisse de l'Épiphanie), rue de l'Avenir ;
- Église du Saint-Rédempteur (paroisse de la Fraternité), rue Bourdaloue ;
- Église du Saint-Sépulcre (paroisse Bienheureux Charles de Foucauld), place d'Amiens ;
- église Notre-Dame, rue des Écoles.
- Église du Sacré-Cœur (paroisse Bienheureux Charles de Foucauld), boulevard de Strasbourg ;
- Église Sainte-Bernadette (paroisse Notre-Dame de l'Alliance), avenue Alfred Motte ;
- Église de la Sainte-Famille, rue de Mazagran (le Hutin).
- Église Notre-Dame de Czestochowa, Grande Rue.
- Église Saint-Vincent-de-Paul de la mission catholique italienne, rue Danemark.
- Chapelle des Clarisses, rue Wasquehal.
- Chapelle du cimetière, place Chaptal.
- Chapelle de la Fraternité, avenue Julien Lagache (les Trois Ponts).
- Chapelle dite Pellevoisin, rue de Leers (salle polyvalente).
- Chapelle du lycée catholique Saint-Rémi, rue Notre-Dame des Victoires.
- Chapelle de l'école Saint-Louis, avenue des Nations-Unies.
- Chapelle Notre-Dame de la Potennerie, rue de la Potennerie.
- Chapelle du Clos Saint-Jean, rue Saint-Jean.

#### Culte israélite
La présence d'une pratique cultuelle juive à Roubaix remonte à 1878, lorsqu'un temple voué au culte israélite est ouvert au numéro 51 de la rue des Champs. Depuis sa destruction dans les années 2000, la ville n'abrite plus aucun lieu de culte israélite. Roubaix est la plus grande ville de France sans synagogue.

#### Culte musulman
À côté de quelques salles de prières, la ville de Roubaix accueille sept lieux de culte musulman :
- La mosquée Salafi Abou Bakr Essedik, place Faidherbe (un projet de construction est en cours pour déplacer la mosquée derrière les bâtiments de la Condition publique)[138] ;
- La mosquée Arrahma, rue d'Anzin ;
- La mosquée Bilal, rue de l'Épeule, inaugurée en 2012, elle peut accueillir 2 000 fidèles[139] ;
- La mosquée turque[140] Eyüp Sultan, rue de Daubenton ;
- La mosquée tabligh[141] Da'wa, rue Archimède. Le nom de la mosquée est évoqué dans différentes affaires criminelles dont celle du Gang de Roubaix[142],[143]
- La mosquée Sunna, rue Saint-Maurice ;
- La mosquée Er-Rahma, rue de Croix.

#### Culte protestant

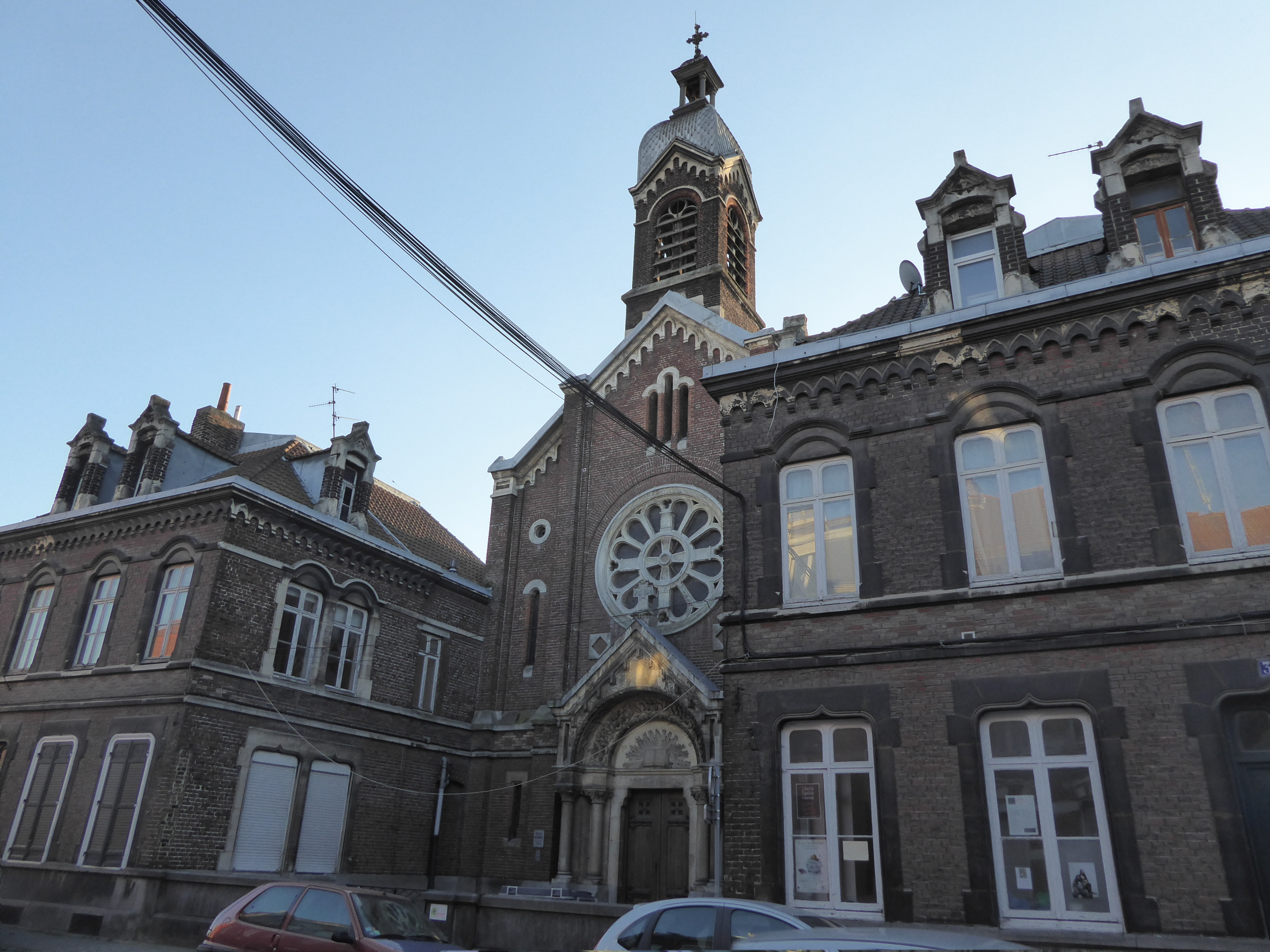
Temple protestant de Roubaix

- Temple de la rue des Arts de l'Église protestante unie de France, anciennement réformé (achevé en 1871)[144] ;
- Église évangélique baptiste, rue du Collège ;
- Église évangélique pentecôtiste Vie Nouvelle, rue de Saint-Antoine.
- Église évangélique assemblée de Dieu, Grande Rue.
- Église évangélique source de vie, rue de Rocroi.
- Église évangélique Lumière des Nations, boulevard de Reims.
- Centre David, rue du Luxembourg.
- Église évangélique l'Union, rue de Tourcoing.
- Roubaix comprend en plus une dizaine de salles de prières évangéliques accueillant de quarante à une centaine de personnes[139].

#### Témoins de Jéhovah
- Salle du royaume, rue de Lannoy.
- Salle du royaume, rue Colbert.

## Économie

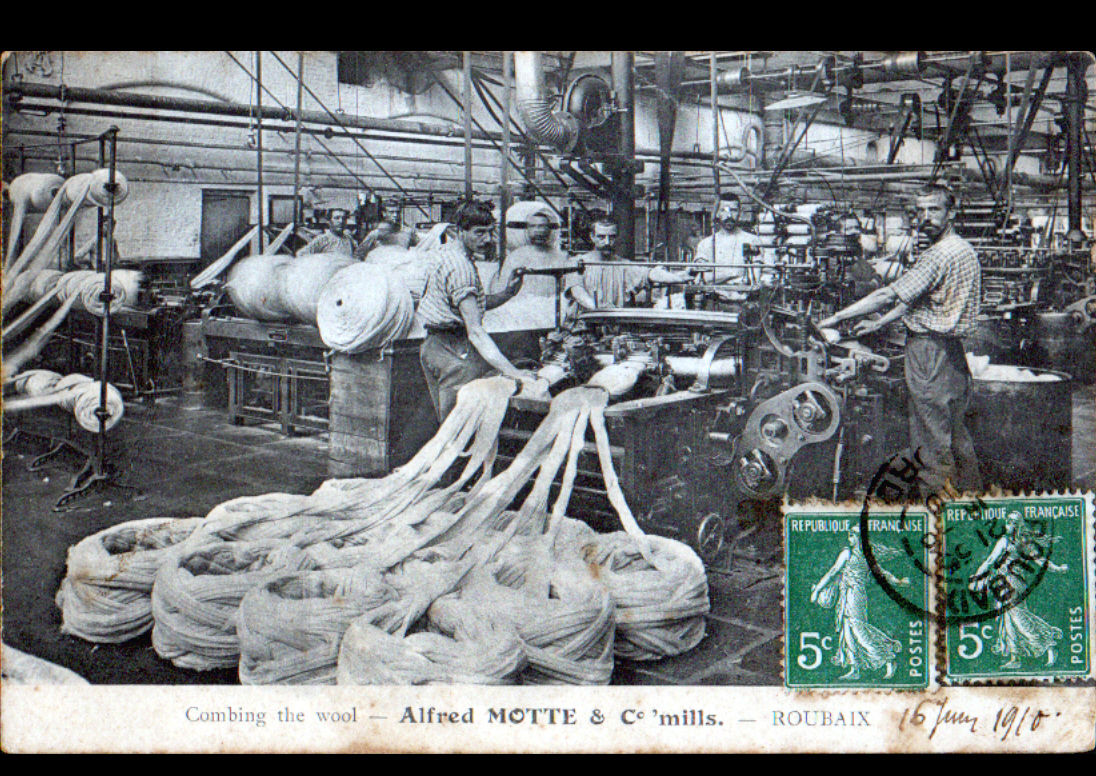
Ouvriers d'une usine Motte de Roubaix en 1910.

La position économique de Roubaix depuis la fermeture de nombreuses usines et la régression des emplois dans la ville, associée à une forte population d'ascendance ouvrière, en font une ville pauvre.
Roubaix demeure cependant un important pôle d'emploi, même si beaucoup de ceux-ci ne correspondent pas au niveau de qualification de la population résidante.

### Textile

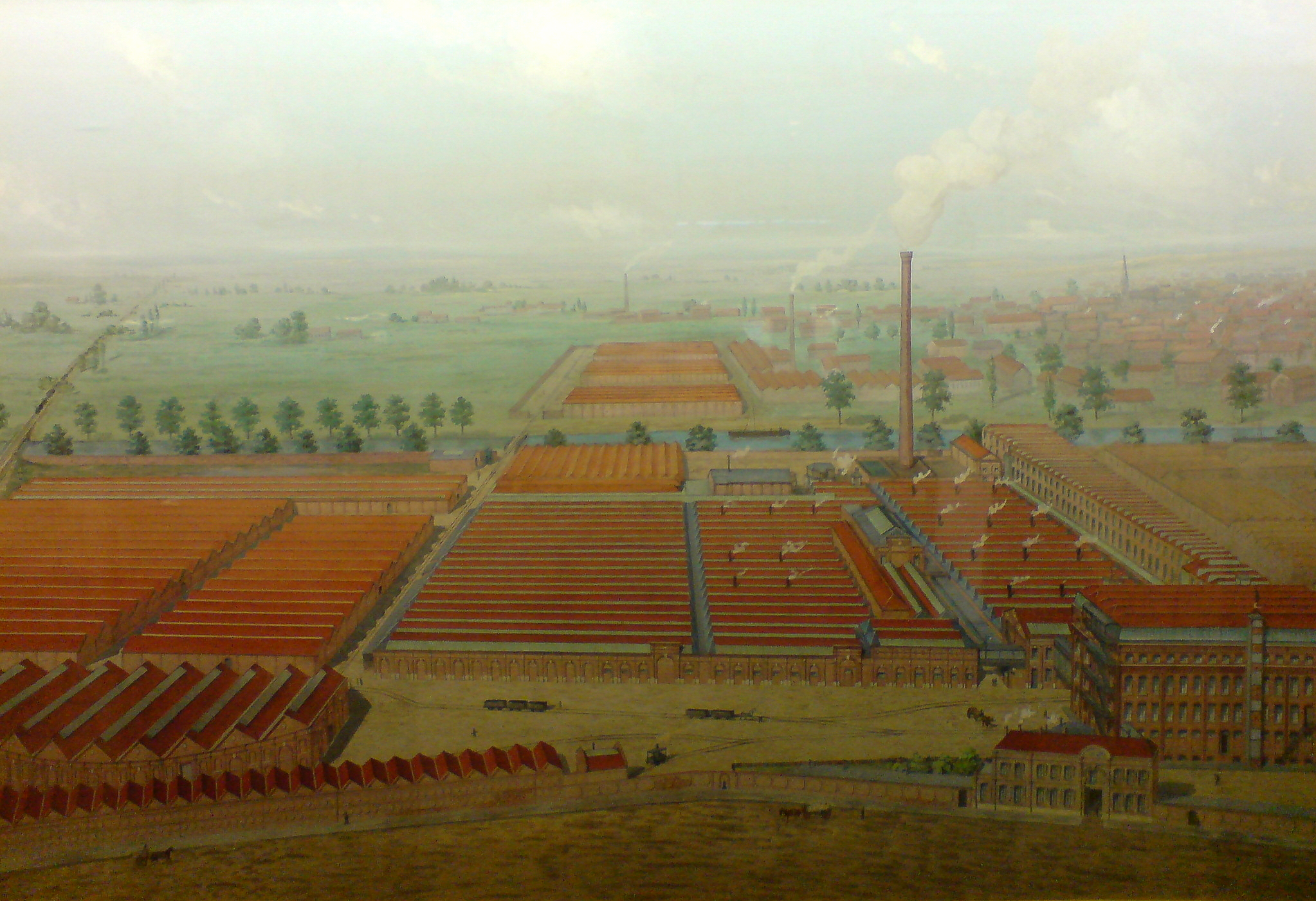
Peignage Motte à Roubaix.

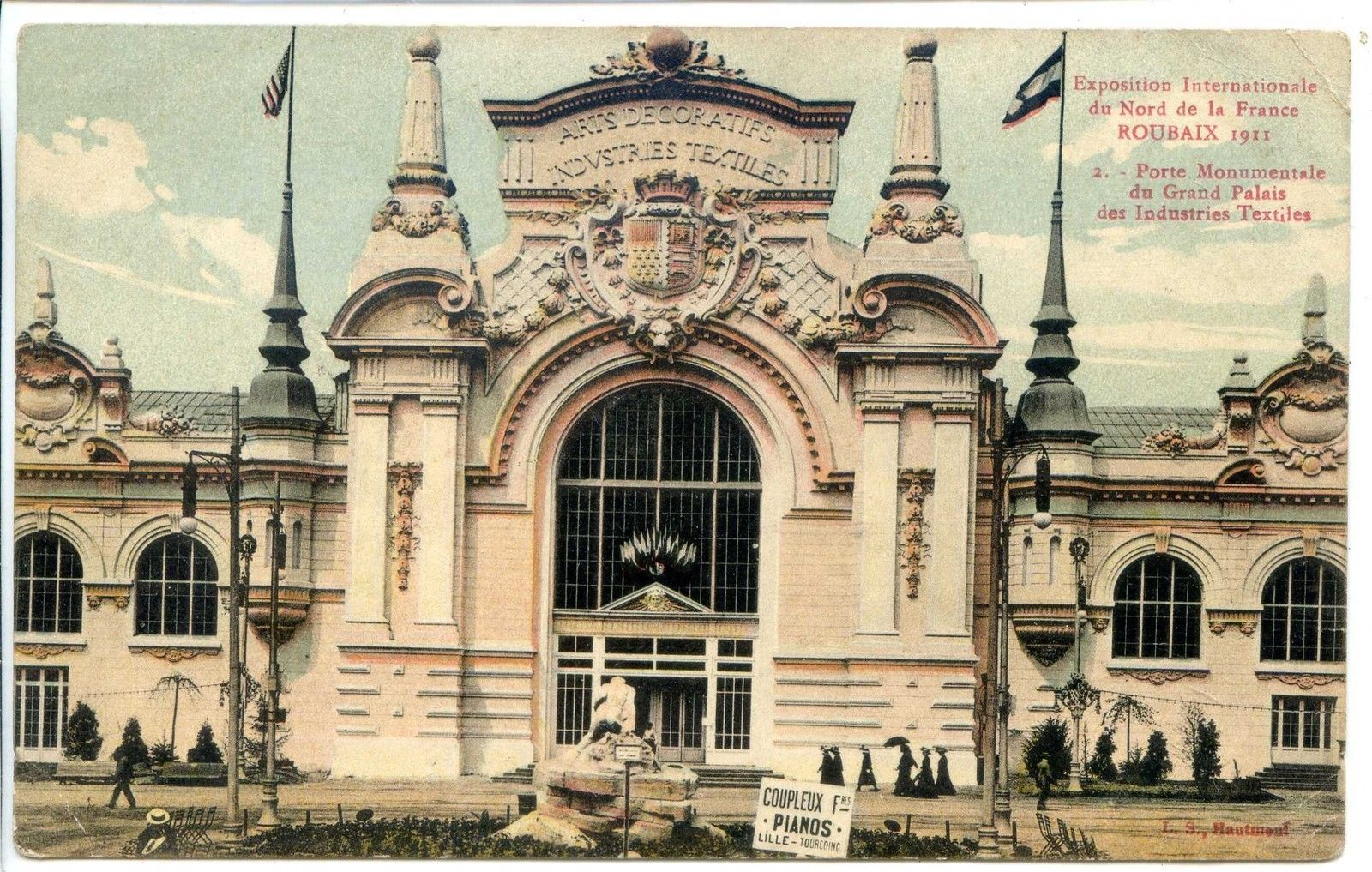
Porte monumentale du grand palais des industries textiles à l'exposition internationale du Nord qui s'est tenue à Roubaix en 1911.

Roubaix est appelée le « Manchester français » au XIXe siècle, rivalisant et même dépassant la puissance textile anglaise.
Les ateliers textiles se développent beaucoup aux XVIIe et XVIIIe siècles. Il se crée de véritables dynasties de marchands-fabricants roubaisiens dont demeure aujourd'hui « Schlumberger » de NCS dans les quartiers limitrophes avec Tourcoing. En 1820, la machine à vapeur fait son apparition ; en 1843, ce sont les self-acting mules grâce à Louis Motte-Bossut permettant le développement des grands ateliers mécaniques. À la fin du XIXe siècle, le rayon d'action de la ville s'étend au monde entier. À l'Exposition universelle de 1889 à Paris, huit maisons roubaisiennes sont représentées. En 1911, Roubaix, centre européen du textile, reçoit la visite du président Armand Fallières. C'est l'apothéose : la ville héberge l'Exposition internationale du textile et son hôtel de ville, œuvre de Victor Laloux édifié à la gloire de l'industrie textile, est inauguré. Cette grande prospérité économique liée en partie à la révolution industrielle n'est pas sans engendrer des conditions de travail difficiles.
Les quatre années d'occupation allemande durant la Première Guerre mondiale (1914-1918) laissent Roubaix nue et décharnée. Tous les stocks, tous les outils, beaucoup d'hommes ont disparu, soixante-quinze victimes sont d'ailleurs recensées à l'École nationale supérieure des arts et industries textiles (ENSAIT) de Roubaix. L'industrie textile est exsangue. Pourtant, en 1929, Roubaix a retrouvé sa place de capitale du textile. La crise de 1929 survient, puis les grèves de 1931-1932.
À partir de 1970, les difficultés s'accumulent sur l'industrie textile roubaisienne. Les dirigeants n'ont pas vraiment investi dans les textiles synthétiques ; le matériel de production est trop vieux pour soutenir une nouvelle course à la rentabilité. La France commence à sentir la concurrence des ateliers des pays du Tiers Monde, où les entreprises emploient une main d'œuvre bon marché sans avoir à supporter de cotisations sociales. Les usines textiles ferment à Roubaix à partir de 1975 et leur matériel est souvent vendu dans ces pays où la production est délocalisée. La ville s'enfonce dans le marasme et le chômage. La Lainière de Roubaix (Prouvost) employant plus de dix mille personnes encore au début des années 1970 ferme définitivement au tout début des années 2000.
S'il ne reste quasiment plus de production textile d'habillement, il subsiste en revanche des entreprises de production de textiles techniques de référence (Westafrance).
Par ailleurs, de nombreuses entreprises de référence de l'habillement sont encore basées sur Roubaix et font de la vente (La Redoute (Famille Pollet), Camaïeu, Okaïdi, Happychic ou Damart). Si la production est désormais réalisée à l'étranger, la conception des produits reste réalisée à Roubaix.
Depuis 2013, Roubaix accueille sur le site de l'Union le Centre Européen des Textile Innovants, un équipement de premier plan permettant aux entreprises de textile techniques de la région de disposer d'un laboratoire d'essai partagé.
La ville voit également revenir depuis quelques années une nouvelle dynamique textile, avec par exemple l'implantation d'un site de Showroomprive.com dans le quartier de l'Alma en 2015, la création du Tiers lieu Plateau Fertile consacré au textile ou encore le retour très symbolique des ateliers de l'entreprise Vanoutryve dans sa ville d'origine en 2018.
Pour répondre aux enjeux de la production de masques sanitaires pendant la crise du Covid-19, un atelier de production locale de masques a été créé dans une ancienne usine textile employant 200 personnes dans le cadre du projet Résilience. La pérennisation du projet illustre également le mouvement de relocalisation de l'industrie textile.

### Assurances
Le siège du courtier en assurances Verspieren a été longtemps situé à Roubaix mais a déménagé en 2008 à Wasquehal dans la ZAC du Grand Cottignies. Actuellement sur ce même site est installé le siège régional de l'assurance Swiss Life.

### Commerce
Depuis les années 1980, la ville de Roubaix tente à l'image de Troyes de devenir une place importante du tourisme d'achat. Le précurseur de ce mouvement est L'Usine, située dans une ancienne usine, il est désormais rejoint par le centre Mc Arthur Glen.

### Économie circulaire
Dans la suite de sa politique zéro déchet, la ville ambitionne de devenir un leader de l'économie circulaire sur son territoire. En février 2019, elle a été une des 20 premières villes et territoires en France à recevoir le label French Impact, reconnaissant les dynamiques spécifiques Roubaix en termes d'innovation sociale et d'économie circulaire.

### Nouvelles technologies
- Siège de la société OVH, leader européen du cloud, entreprise en forte croissance, considérée comme la plus grosse licorne française, et dont le dirigeant Octave Klaba a été désigné comme entrepreneur de l'année 2017[149].
- Siège de la société Ankama (au sein de la Plaine Image), studio de création multimédia touchant le jeu vidéo, l'animation, la bande-dessinée, etc. De par son échelle et son importance dans ces domaines elle constitue un atout pour la ville de Roubaix.
- Cluster Bl@nchemaille, consacré au commerce en ligne, piloté par EuraTechnologies, créé en 2015.

## Patrimoine architectural
Depuis 2001, la ville de Roubaix est classée ville d'art et d'histoire.

### Architecture religieuse

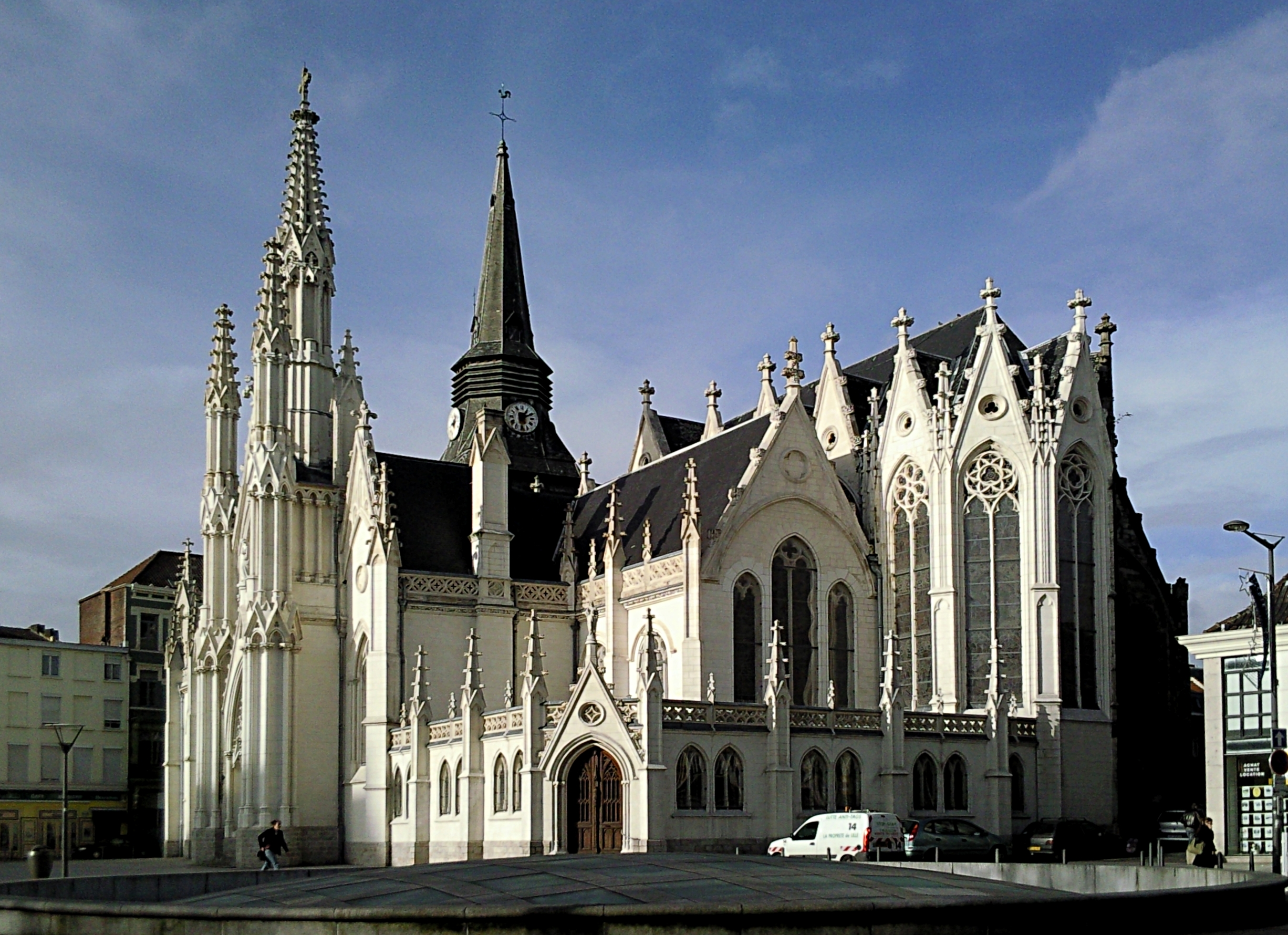
L'église Saint-Martin.

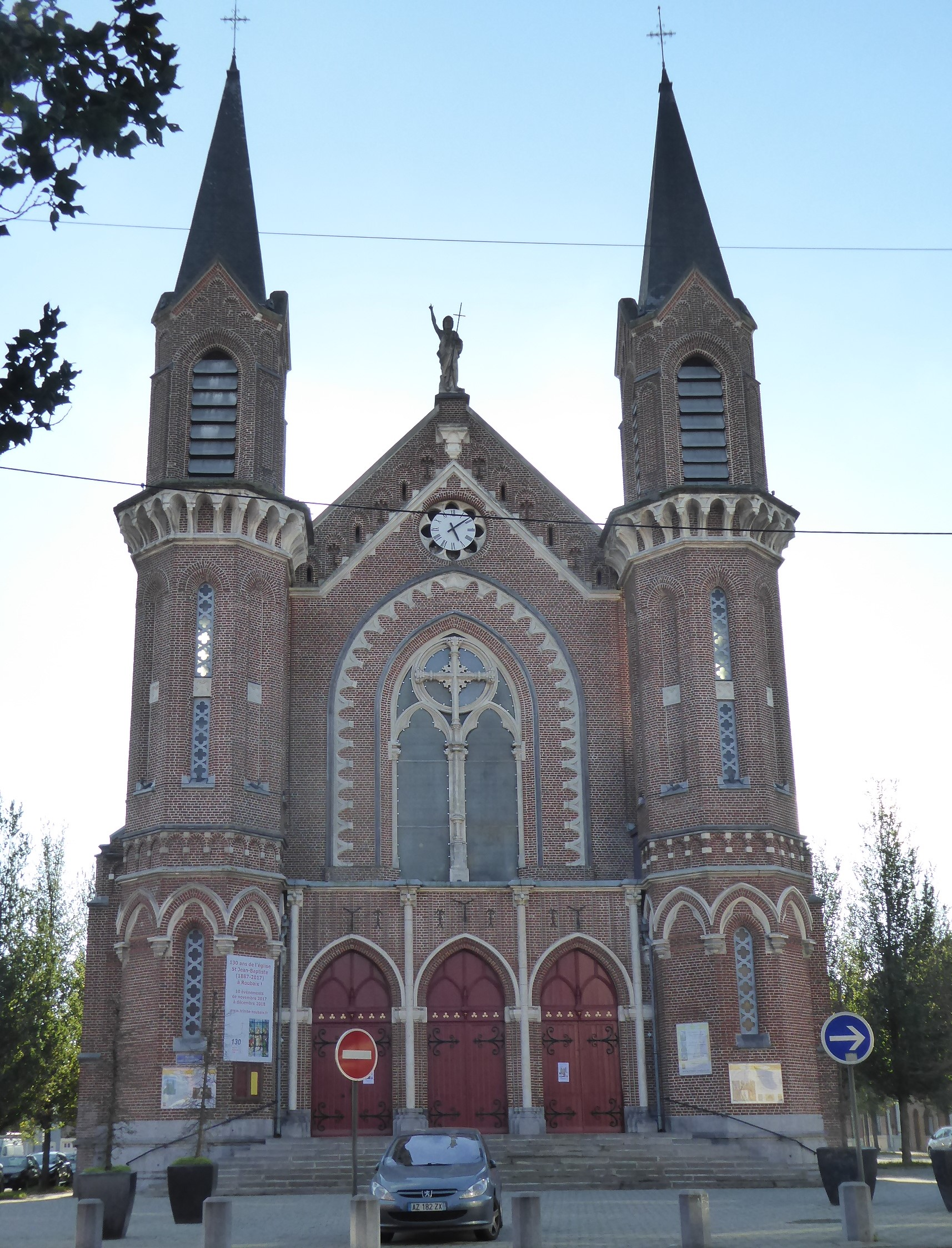
Façade de l'église Saint-Baptiste.

- L'église Saint-Martin, la plus ancienne de la ville, dont l'origine pourrait remonter au IXe siècle (vers 881-887). Elle a été reconstruite de 1468 à 1521, à l'exception du chœur, et totalement remaniée et agrandie vers 1848 par Charles Leroy, architecte de la cathédrale de Lille. La chapelle Saint-Pierre datait de 1468, celle de Sainte-Croix de 1493, la tour de 1471, le doxal de 1654, la sacristie de 1734, les fonts baptismaux de 1824. Elle contient quatre monuments funèbres, un tableau de Van Audenaerd et trois de Watteau. Un fragment du mausolée du dernier seigneur de la maison de Roubaix, mort en 1498, est conservé à la bibliothèque de la ville. L'église Saint-Martin a été inscrite à l'inventaire supplémentaire des monuments historiques en 2009[150].
- La chapelle des Carmélites, bâtie en 1830[151].
- L'église Notre-Dame, consacrée en 1846, érigée en paroisse en 1849. Désacralisée en 1983, inscrite aux monuments historiques en 1983[152].
- L'église Saint-François, dite des Pères récollets, achevée en 1860[153].
- L'Église Sainte-Élisabeth dite du Tilleul, dont la première pierre a été posée le 3 juin 1860 et achevée en 1863 (style néo-roman), inscrite aux monuments historiques en 2014[154].
- L'église Saint-Joseph, église néo-gothique achevée en 1878, selon les plans de Jean-Baptiste Bethune. Classée au titre des monuments historiques en 1993[155], restaurée en 2016.
- Le temple protestant de style néo-roman, construit en 1871, inscrit aux monuments historiques en 2012, dont la façade a été restaurée en 2022[156].
- L'ancien couvent des Clarisses, construit en style néo-gothique par le baron Bethune en 1874-1876, inscrit aux monuments historiques en 2010[157]
- L'ancien couvent de la Visitation, construit en style Renaissance italienne par Paul Destombes en 1877-1882[158].
- L'église Saint-Jean-Baptiste, construite en 1887-1890, inscrite aux monuments historiques en 2014[159].

Roubaix possédait diverses chapelles dont il ne reste que le souvenir :
- La chapelle du Saint-Sépulcre, fondée en 1463 par Pierre de Roubaix, démolie en 1844[160].
- La chapelle de l'hôpital Sainte-Élisabeth, fondée en 1488 par Isabeau de Roubaix qui y fut enterrée et dont on conserve à la bibliothèque de la ville trois livres d'heures, dont l'un comporte dix-sept miniatures attribuées à Vanderheyden ou à ses élèves[161].
- La chapelle Saint-Georges-et-Saint-Sébastien, fondée au XVe siècle par Pierre de Roubaix pour les compagnies du Serment, archers et arbalétriers, démolie en 1711[161].
- La chapelle Saint-Joseph de Fonienoit, dont on ignore l'origine. Elle existait encore en 1790[161].
- La chapelle Carette, dédiée à Notre-Dame d'Assistance, bâtie en 1718, démolie en 1858[161].

### Architecture industrielle
Le patrimoine industriel d'abord, puis plus domestique a fait dès le début de ces années l'objet d'un intérêt croissant, d'abord limité à des spécialistes extérieurs et à des cercles locaux restreints, comme l'association art action, avant de conquérir un large public. De prestigieux bâtiments ont ainsi été préservés et réutilisés à des fins d'abord surtout d'équipements publics culturels ou éducatifs avant d'être réinvestis à usage résidentiel :
- usine Motte Bossut, devenue les Archives Nationales du monde du travail
- usine Roussel, abritant notamment les studios des Ballets du nord
- usine Lepoutre, transformée en pépinière d'entreprises
- usine Delattre, transformée en école nationale de protection judiciaire de la jeunesse (ENPJJ)
- usine Toulemonde, accueillant l'UFR LEA et des logements
- usine Cavrois-Mahieu, transformée en centre d'entreprises
- condition publique, devenu fabrique culturelle
- ensemble d'usines Vanhoutryve, pour partie sur Tourcoing, devenu la Plaine Image
- usine Corda (la "minoterie"), transformée en immeuble à appartements
- etc.

À ces bâtiments proprement industriels, il faut ajouter La Piscine - musée d'art et d'industrie André Diligent .
Les châteaux d'industrie, les courées, en particulier :
- L'ancienne filature de coton et de laine Motte Bossut et Cie fondée en 1843. Réhabilitée, elle héberge aujourd'hui le Centre des archives du monde du travail. Elle a été inscrite à l'inventaire supplémentaire des monuments historiques en 1978[163].
- La Condition publique, ancien bâtiment de conditionnement de la laine des années 1900, inscrit à l'inventaire supplémentaire des monuments historiques en 1998[164].
- L'usine textile Delattre, construite en 1840, rue du Curoir, inscrite à l'inventaire supplémentaire des monuments historiques en 1998[165].
- La Teinturerie Millecamps, des années 1890, rue Philippe-Lebon, inscrite à l'inventaire supplémentaire des monuments historiques en 1998[166].
- Les courées Dubar et Dekien, rue Jean-Moulin et rue Chanzy, des années 1840 à 1880, inscrites à l'inventaire supplémentaire des monuments historiques en 1998[167].
- L'Usine Wibaux-Florin, usine de tissage Filature Teinture reconstruite en 1892[168]
- L'hôtel Auguste-Lepoutre, construit durant les années 1880 pour Amédée Prouvost, au 301 de l'avenue des Nations-Unies, exemple de maison d'industriel inscrite aux monuments historiques en 1999[169].
- L'Usine, ancienne usine textile, reconvertie en centre commercial.

### Architecture civile
Vers le milieu du XVe siècle, Pierre de Roubaix fit bâtir un château-fort entouré d'une double enceinte de fossés. Une rue traverse maintenant l'emplacement de cette forteresse qui, durant trois siècles, servit de refuge aux habitants quand le territoire était envahi.
- La gare de Roubaix.

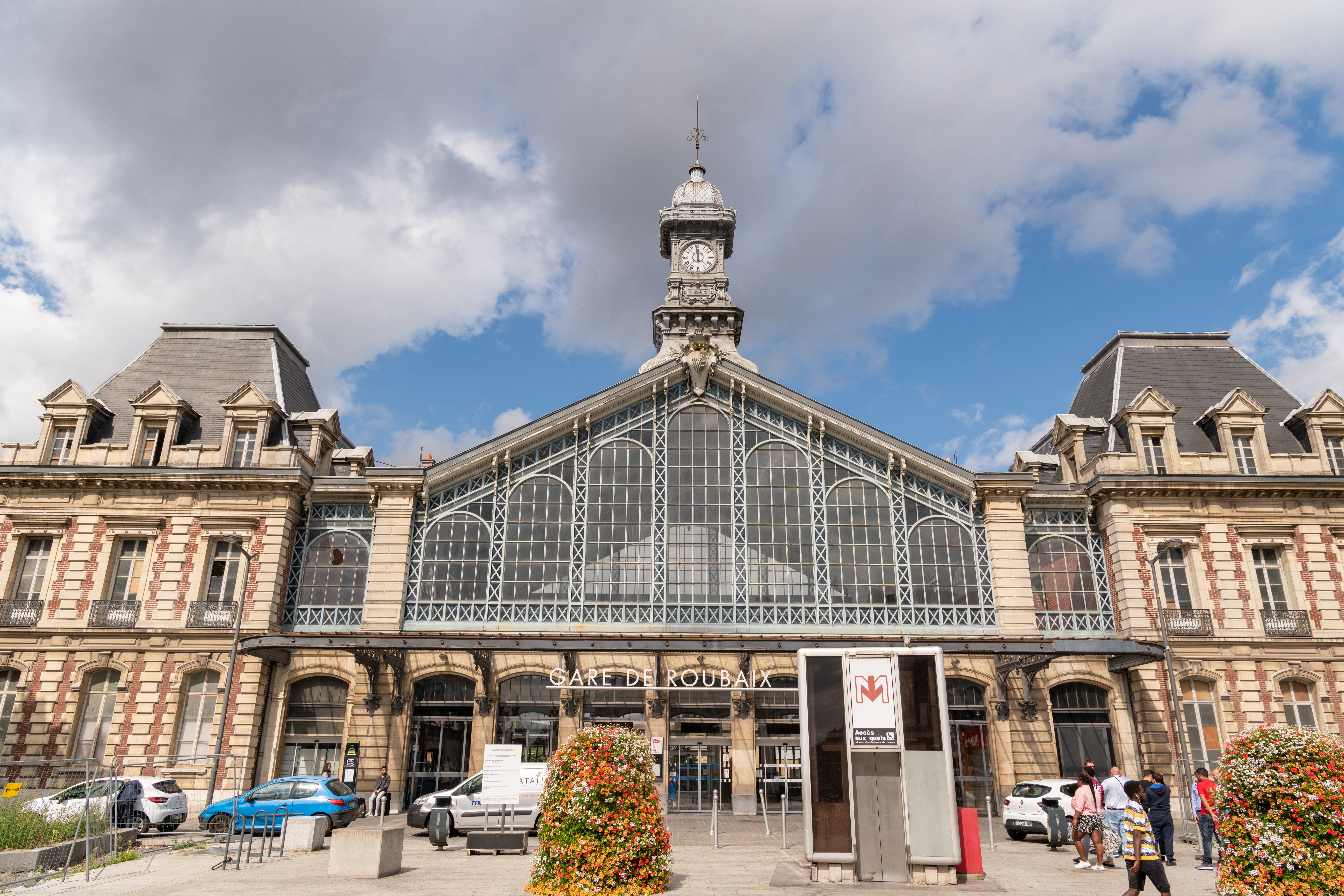
La Gare de Roubaix

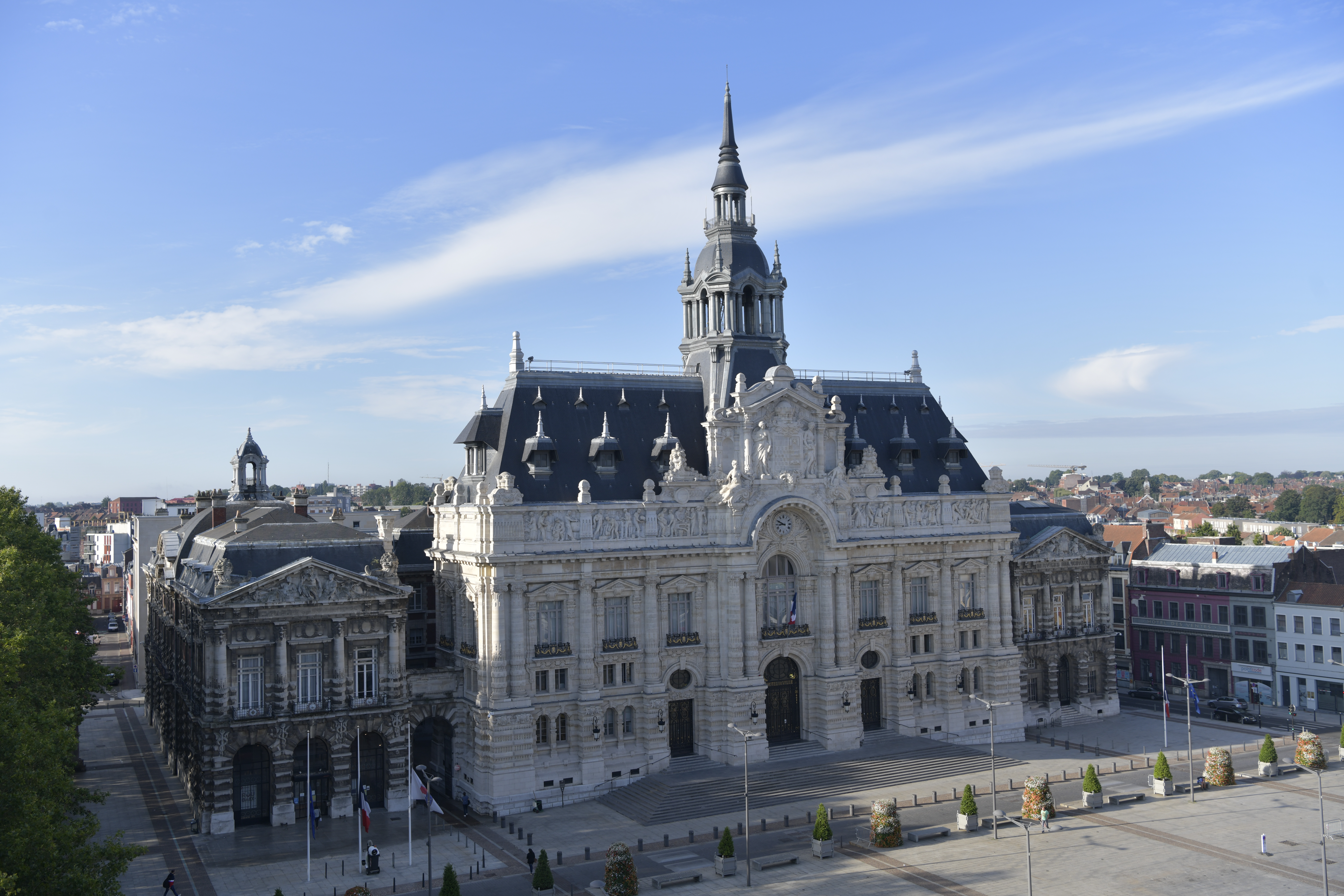
L'Hôtel de Ville

- Le cimetière de Roubaix, représentatif d'une époque marquée par l'influence des grandes familles industrielles.
- La Piscine, transformée en musée d'art et d'industrie par Jean-Paul Philippon. Édifiée entre 1927 et 1932 par l'architecte lillois Albert Baert, elle est fermée en 1985 pour des raisons de sécurité. Réhabilitée, elle abrite désormais, sur onze mille mètres carrés, les collections des Beaux-Arts et des Arts Décoratifs du musée d'art et d'industrie de Roubaix, fermé au public en 1940.
- Le palais de justice, dit hôtel Pierre-Catteau, des années 1880, inscrit à l'inventaire supplémentaire des monuments historiques en 1998[170].
- L'hôtel Prouvost, de 1878, qui héberge aujourd'hui la caisse primaire d'assurance maladie, inscrit à l'inventaire supplémentaire des monuments historiques en 1998[171].
- L'hôtel de ville, œuvre de l'architecte Victor Laloux, inauguré en 1911. Hymne à la gloire de l'industrie textile, elle est notamment remarquable par sa frise qui présente six tableaux illustrant les différents aspects du travail de la laine et du coton (la récolte du coton et la tonte de la laine, le lavage et le peignage, la filature, le tissage, la teinture et les apprêts et la manutention finale). Il est inscrit à l'inventaire supplémentaire des monuments historiques depuis 1998[172].
- Le rang de 17 façades de maisons bourgeoises entre les no 52 et 88 du boulevard du Général-de-Gaulle, inscrites à l'inventaire supplémentaire des monuments historiques en 1998[173].
- La maison du peintre Rémy Cogghe, 22 rue Rémy-Cogghe, construite de 1893 à 1897 par l'architecte roubaisien Paul Destombes, inscrite à l'inventaire des monuments historiques en 1998[174].
- La maison et cabinet de l'architecte Pierre Neveux, construite par lui-même en 1935, 40 rue Anatole-France. Contemporaine de la villa Cavrois de Robert Mallet-Stevens, elle associe des éléments de modernité et d'Art déco et a été inscrite à l'inventaire des monuments historiques en 1998[175].
- La maison connexe au 42 rue Anatole-France, par l'architecte Pierre Neveux[176], inscrite à l'inventaire des monuments historiques en 2015
- L'École nationale supérieure des arts et industries textiles (ENSAIT) dans un vaste bâtiment de 1889 inscrit à l'inventaire des monuments historiques en 1989[177].
- L'ancienne salle de gymnastique La Roubaisienne, rue Chanzy, de 1876, inscrite à l'inventaire supplémentaire des monuments historiques en 1997[178].
- L'hospice Barbieux, de 1894, qui renferme en son centre un jardin de Georges Aumont, paysagiste du parc Barbieux, inscrit à l'inventaire supplémentaire des monuments historiques en 1998[179].
- Le centre hospitalier de Roubaix.
- Le Discobolos, sculpture de Wim Delvoye à l'angle de la rue Saint-Antoine et de l'avenue des Nations-Unies, commandé par des habitants du Comité de quartier de l'Hommelet.
- En septembre 2023, la Région Hauts-de-France inaugure à Roubaix un nouveau stade nommé le stade Carihem, un complexe de rugby qui est, selon La Voix du Nord, "l'un des plus importants complexes de la région"[180],[181],[182].

### Espaces naturels

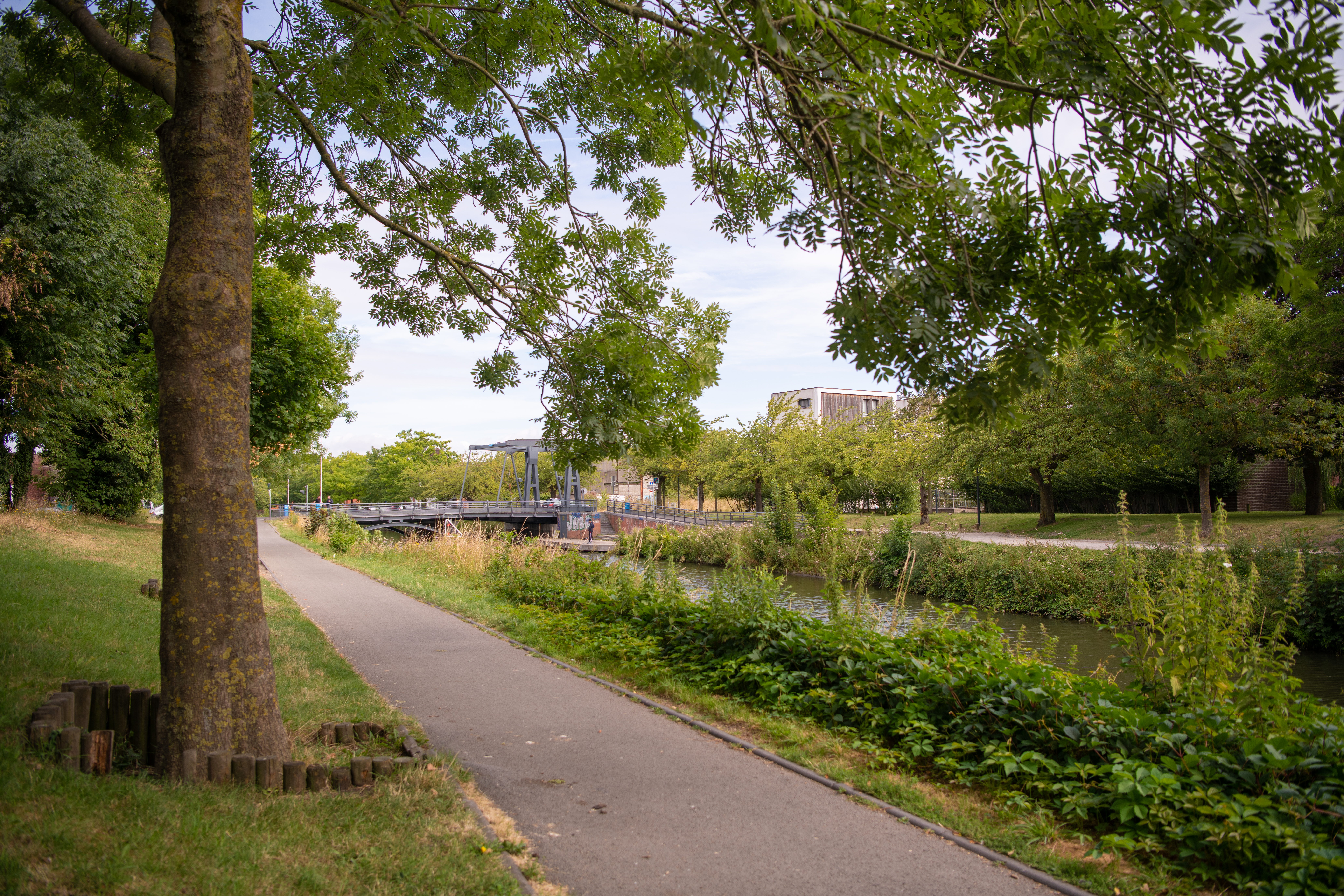
Le Canal de Roubaix

- Le parc Barbieux, d'une superficie de trente-quatre hectares, aménagé entre 1879 et 1905, à la suite de l'échec du percement du canal de Roubaix par le sud de la ville. Il présente 60 espèces différentes. C'est le plus grand parc classé Jardin Remarquable dans les Hauts-de-France.
- Le Square Catteau, jardin d'un hectare et demi, dessiné par le paysagiste Georges Haumont en 1880, et conçu à partir des eaux de la rivière du Trichon. Ouvert au public en 1891, il était l'ancien parc privé de Pierre Catteau, industriel roubaisien. À sa mort en 1888, son hôtel particulier devient Palais de Justice et tribunal de commerce. Le bâtiment et son jardin sont inscrits Monuments historiques.
- Le Canal de Roubaix, autrefois construit pour subvenir aux besoins logistique des usines. Réhabilité en 2009 et rouvert à la navigation fluviale, il devient aujourd'hui un axe structurant de verdure et de biodiversité dans la ville. De nombreuses personnes utilisent le parcours du canal de Roubaix pour y pratiquer du sport. On y rencontre cycliste, coureur.

### Cimetière
- Le cimetière de Roubaix est mis en service en 1849 dans le fief de la Bourde. Y sont inhumés, Henri Carrette, Rémy Cogghe, Mamadou Michel N'Diaye, Jean-Baptiste Lebas, Eugène Motte, Louis Motte-Bossut, Amédée Prouvost, Victor Provo, Marcel Vanco. Il possède également un carré militaire.

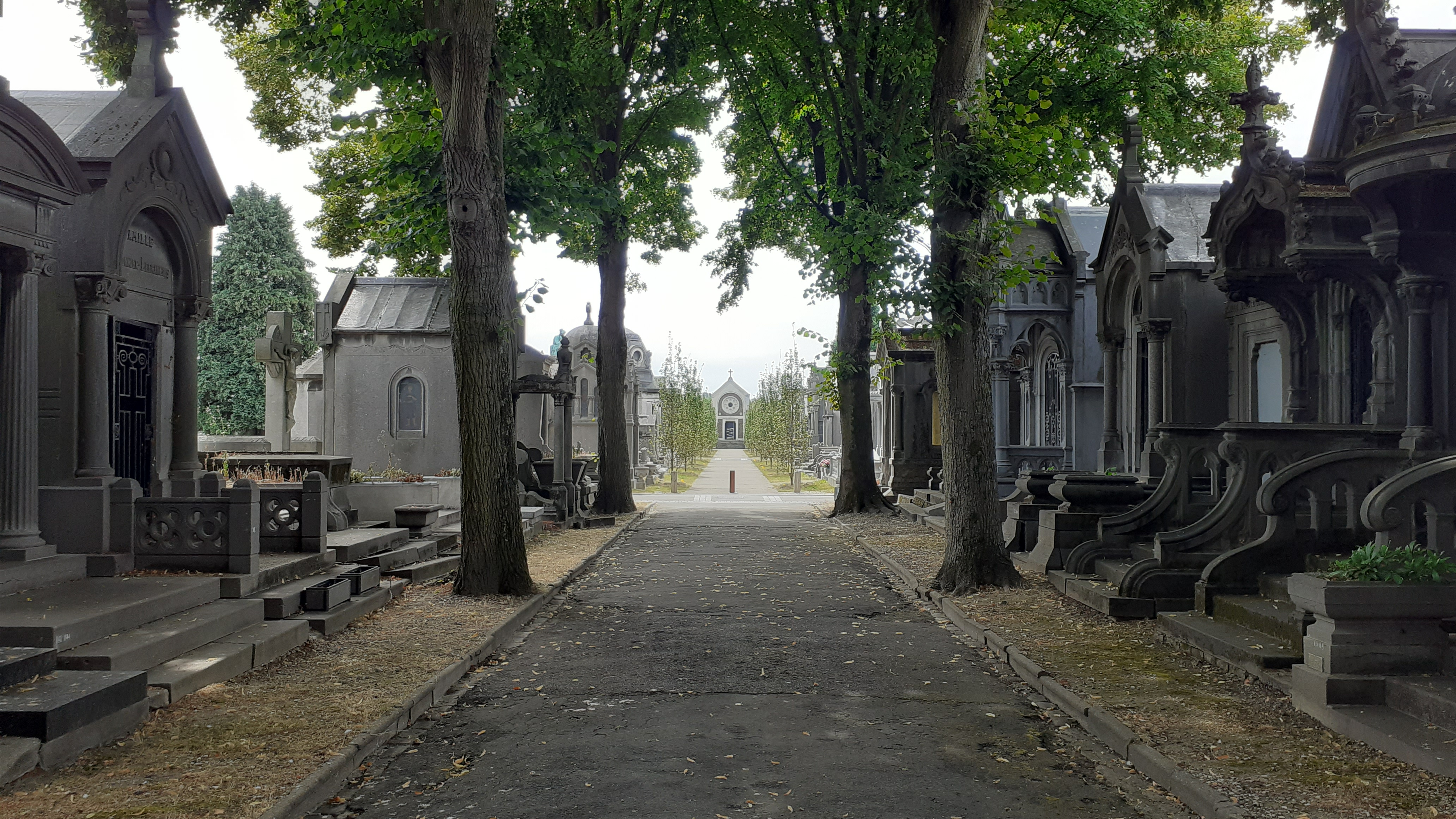
Allée de chapelles.
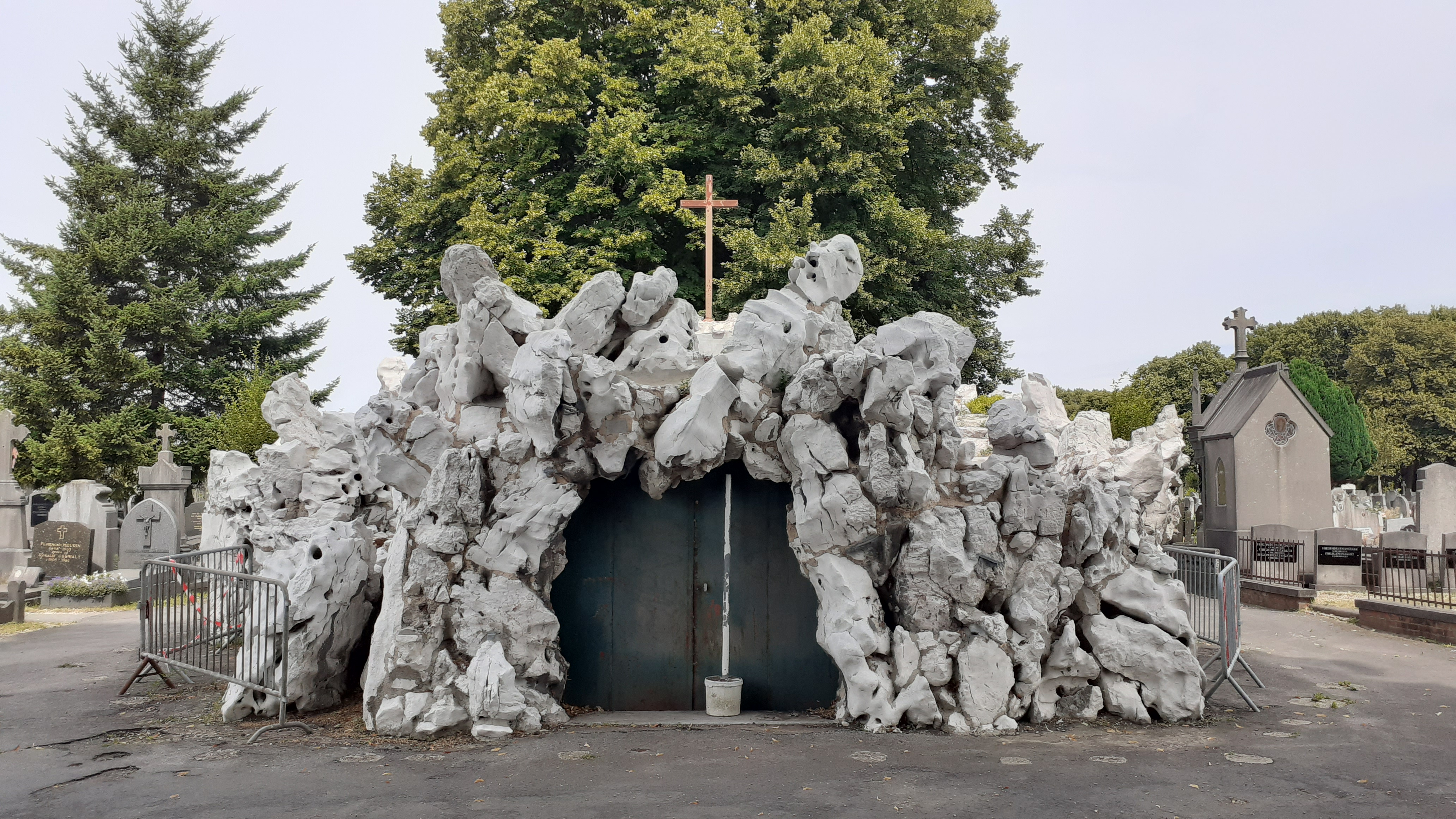
Calvaire et crypte des doyens et curés des paroisses de Roubaix.
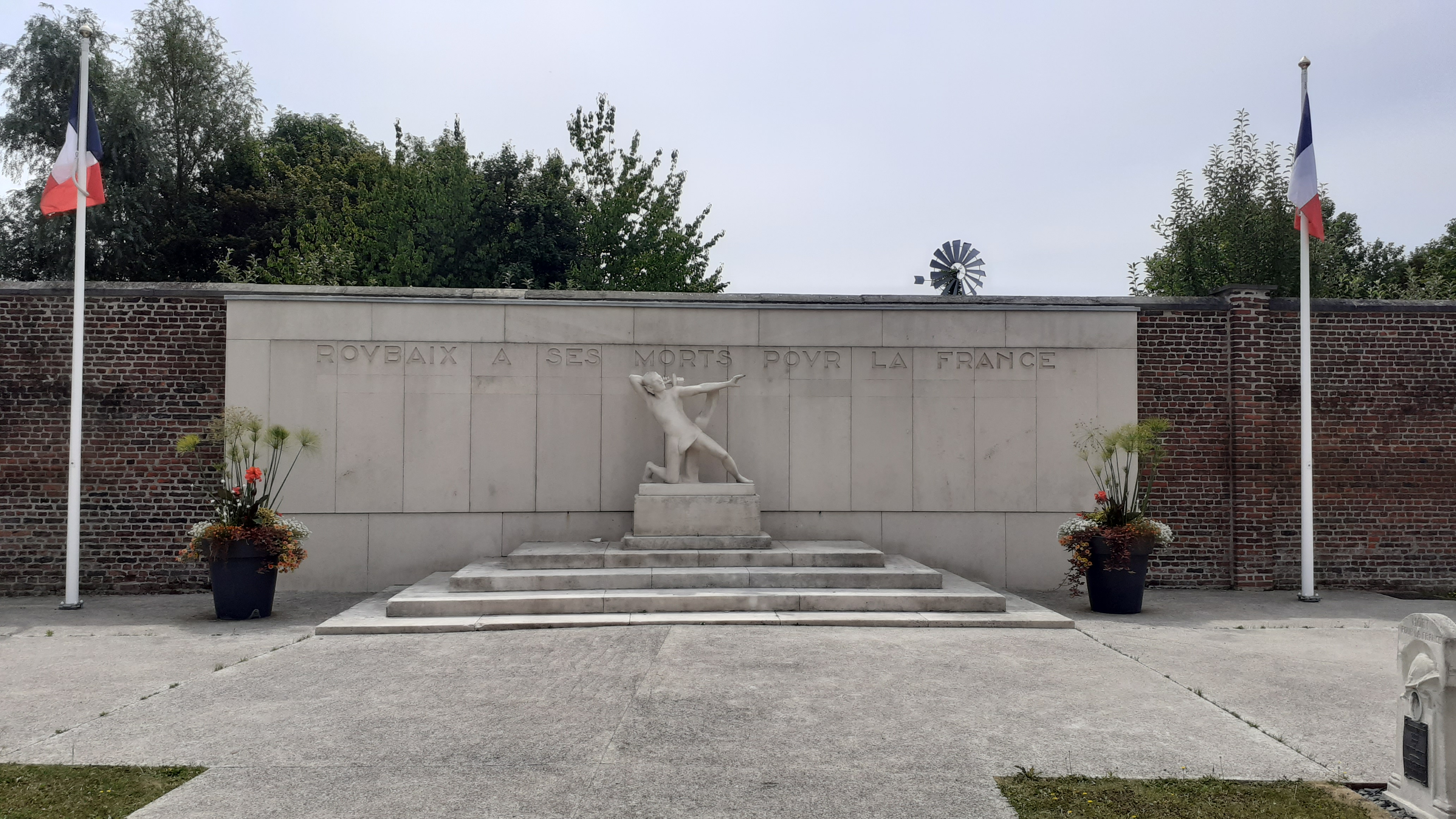
Monument aux morts du carré militaire du cimetière de Roubaix.
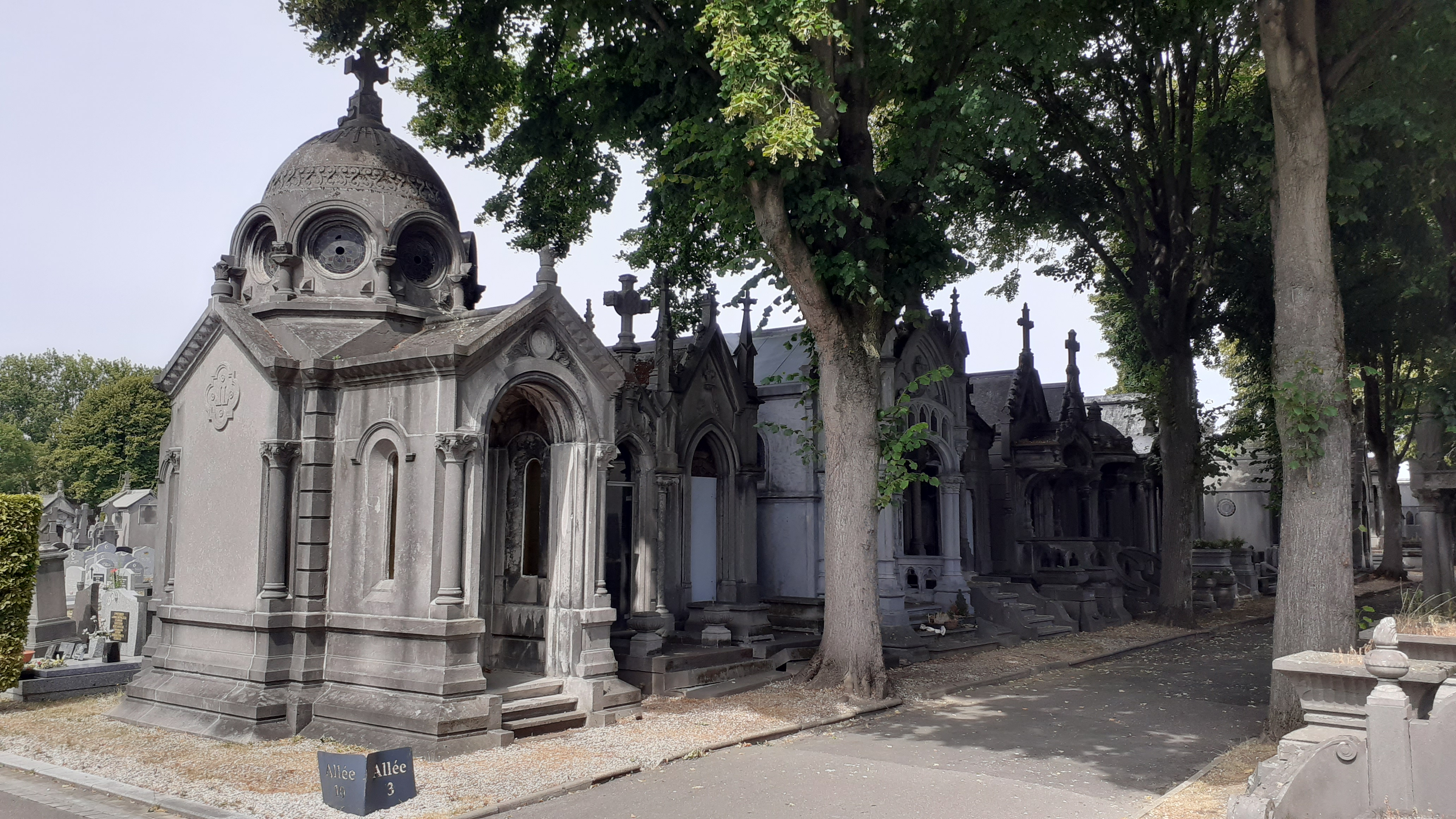
Allée de chapelles.
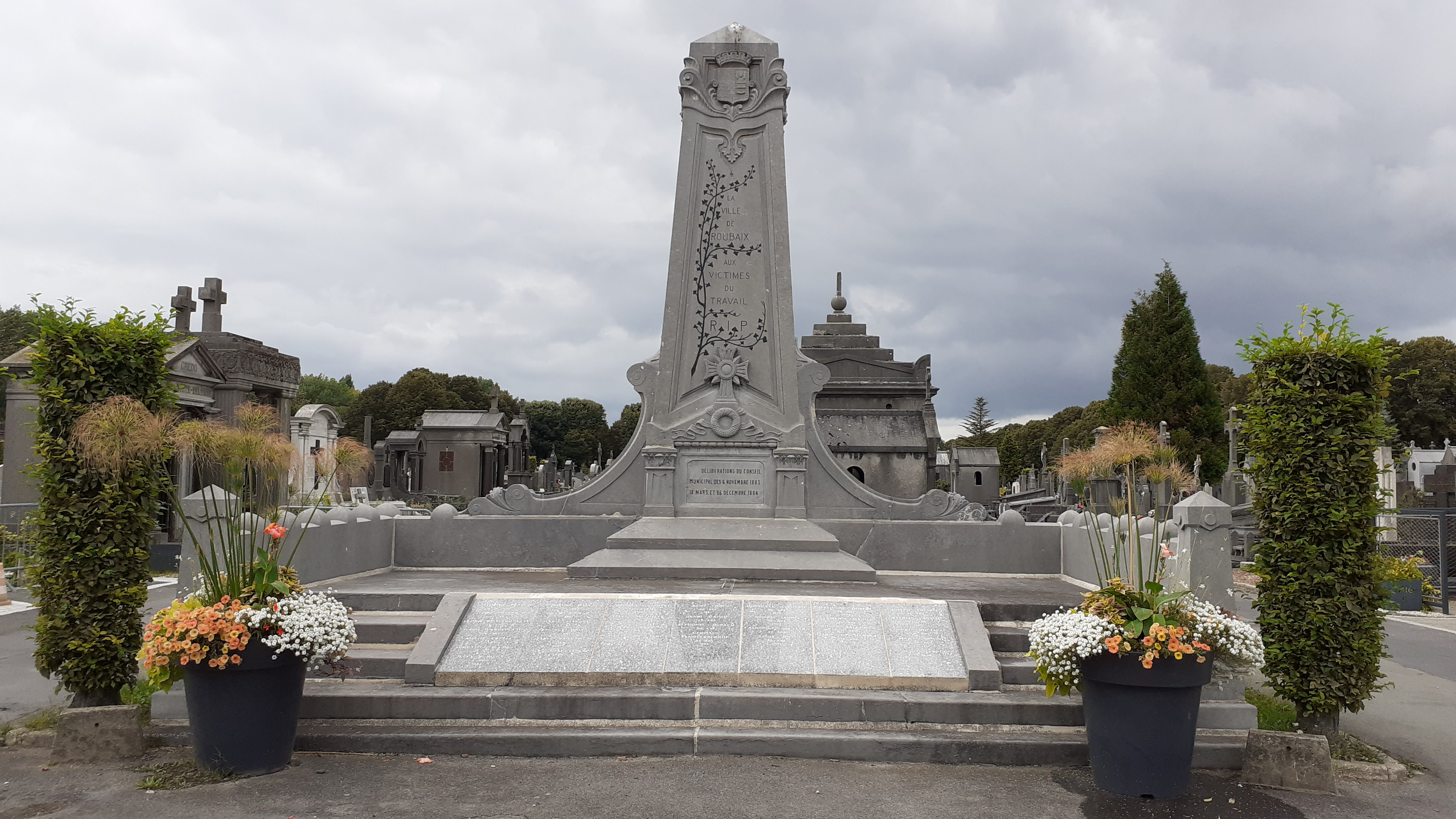
Monument dédié aux victimes du travail, cimetière de Roubaix.

## Vie culturelle

### Musées

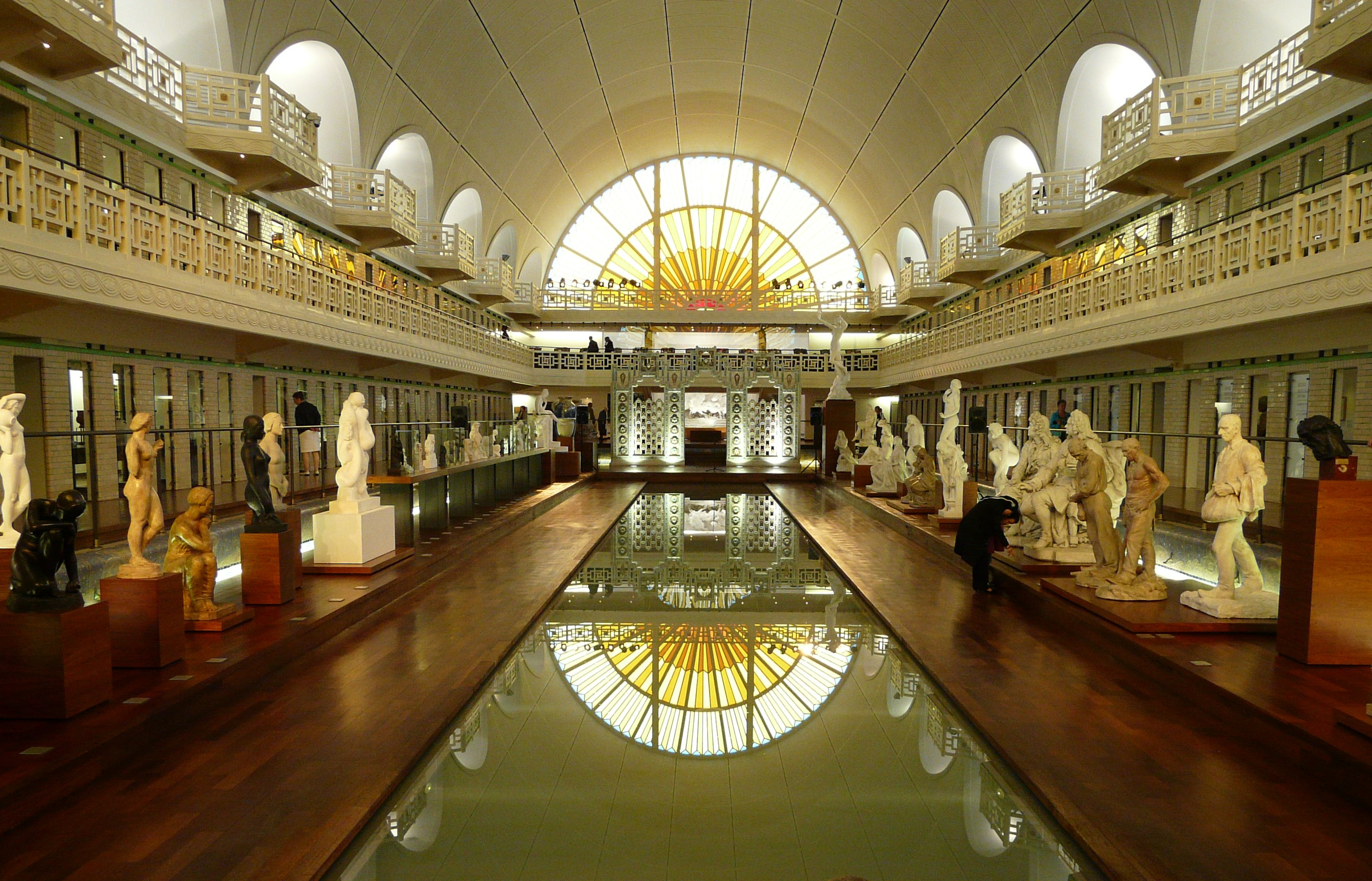
La Piscine, Musée d'art et d'industrie.

#### La Piscine
La Piscine, Musée d'art et d'industrie, un des plus beaux musées des Hauts-de-France et sans doute un des plus attachants présente, autour de l'ancien bassin de la Piscine Art-Déco construite en 1930 une grande collection de sculptures et peinture des XIXe et XXe siècles. Il est également riche d'une très grande collection de textiles et de céramiques.
En 2005, l'acteur américain Robert De Niro était de passage au musée de la Piscine pour le vernissage d'une exposition consacrée à son père dit Robert De Niro Sr, qui était  peintre, lithographe, sculpteur et poète américain.

Agrandi en 2018, le musée de la Piscine présente désormais également 3 nouveaux espaces: une salle consacrée à l'histoire de Roubaix, l'atelier Bouchard qui recompose en l'état l'atelier du sculpteur tel que laissé à sa mort, ainsi qu'un espace consacré au Groupe de Roubaix. Depuis son agrandissement, le musée dépasse les 300 000 visiteurs/an, se positionnant ainsi comme le 1e musée de la Métropole et le 2e de la région en nombre de visiteurs.

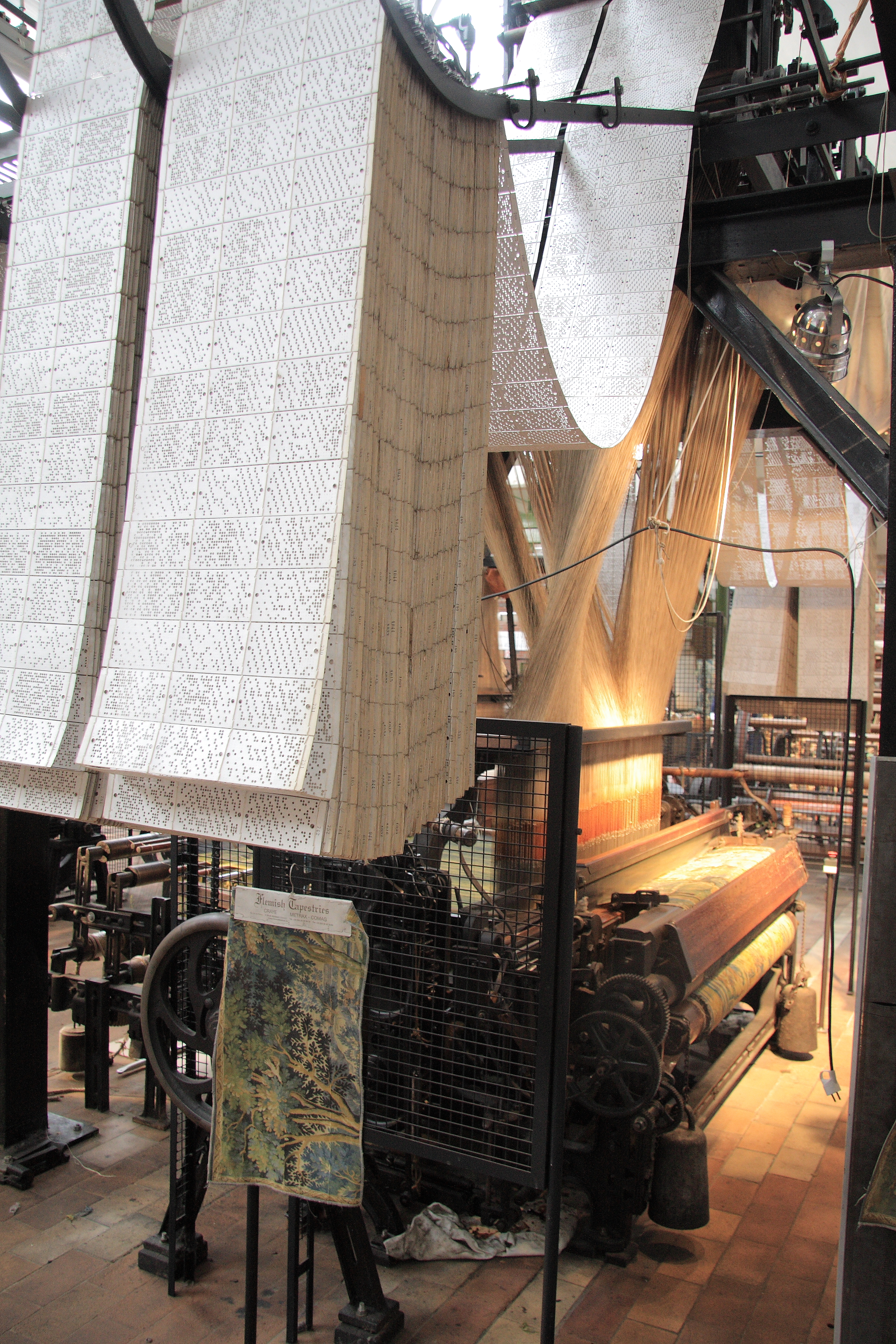
Un métier Jacquard.

#### La Manuf
La Manufacture des Flandres ou musée du Jacquard histoire du tissage et de la technique Jacquard de 1804 à nos jours, avec une quinzaine de métiers à tisser en fonctionnement. Cet équipement, qui fait déjà figure de plus important musée textile de la Métropole Européenne de Lille, doit devenir dans les prochaines années le musée Textile de référence dans les Hauts-de-France.

#### Archives nationales du monde du travail
Inaugurées en 1993 sous le nom de Centre des archives du monde du travail, les Archives nationales du monde du travail sont logées dans l'ancienne filature Motte-Bossut, construite entre 1862 et 1891, inscrite à l'inventaire supplémentaire des monuments historiques depuis 1978.

### Salles de spectacle

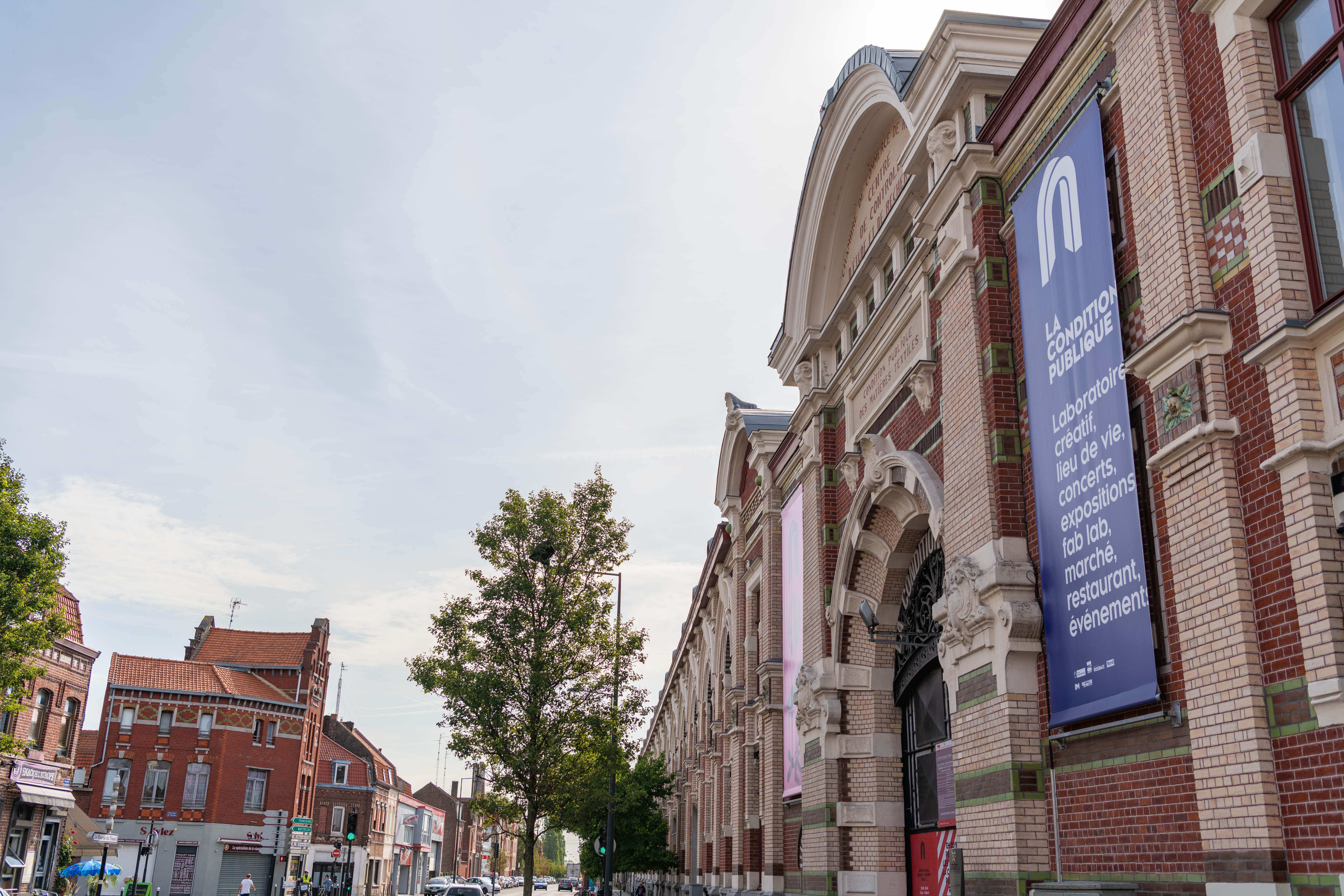
La Condition Publique

La ville présente une offre culturelle foisonnante et très variée en divers lieux, souvent chargés d'histoire :
- La salle du Colisée, conçue par l'architecte Édouard Lardillier[187] et édifiée en 1951 au cœur du quartier de l'Epeule. L'établissement abrite le Centre chorégraphique national Roubaix - Nord-Pas-de-Calais, dirigé de 2004 à 2013 par Carolyn Carlson. Il propose une programmation riche et éclectique qui en fait une des salles de spectacles de référence de la métropole.
- La Condition publique est un centre culturel situé dans un bâtiment industriel de 1902 qui était destiné au conditionnement de la laine et des soies et au contrôle de la qualité des textiles avant leur vente. Lieu ouvert au cœur du quartier populaire du Pile, on y trouve un fablab, un restaurant, une ruche d'entreprises, ainsi que de grands espaces flexibles où sont organisés des concerts, et de nombreuses expositions. C'était une des Maisons folies de Lille 2004,
- Le théâtre de l'Oiseau Mouche, est un lieu ouvert, accueillant en résidences la compagnie de l'Oiseau Mouche[188], compagnie d'acteurs salariés en situation de handicap. De nombreuses spectacles y sont représentés, dans le cadre d'un programme ouvert et flexible. Le site accueille également un restaurant tenu également par des personnes en situation de handicap.
- La Cave aux Poètes est depuis 1994 une salle de concerts atypique à Roubaix. Elle propose une programmation artistique éclectique et pointue, des actions culturelles innovantes à viseée sociale et pédagogique, et l'accompagnement et le soutien de groupes de musique régionaux et émergents.
- Le Gymnase, lieu emblématique qui accuellait autrefois la société de gymnastique La Roubaisienne, abrite depuis 2003 le Centre chorégraphique national Roubaix - Nord-Pas-de-Calais qui œuvre au soutien et au maillage du secteur chorégraphique sur la métropole lilloise, et sur la région. Lieu de pédagogie et de recherche, il organise 3 festival annuels: le Grand Bain, les Petits Pas et NEXT. Le lieu est inscrit depuis 1997 à l'Inventaire Supplémentaire des Monuments Historiques.

### Cultures urbaines
En quelques années, Roubaix est devenue une ville des cultures urbaines: Street Art (ou Art Urbain), Street dance et parcours urbain y trouvent leur creuset et disposent même d'un festival qui leur est consacré, #XU.
Chaque année, la ville commande de nouvelles fresques urbaines à des artistes renommés tels Jef Aérosol, Jimmy C, Remi Rough, Mode 2, Seher One, JonOne, Mikostic…permettant de proposer un circuit de visite du Street Art.
Une ancienne usine a même été transformée en un atelier partagé du street art, les Ateliers RémyCo, entièrement consacré au street art.
En 2020, Corinne Masiero fonde le groupe punk rock Les Vaginites avec les rockeuses Audrey Chamot et Stéphanie Chamot pour dénoncer les viols, incestes, agressions sexuelles.
Depuis 2023, sur la Grand-Place de Roubaix a lieu en juin le festival URBX s'inscrivant comme un "festival international des cultures urbaines" tout en mettant en valeur des artistes de la ville. Le but : montrer que dans les quartiers, une véritable effervescence créative et artistique existe.

### Gastronomie
La ville de Roubaix accueille l'entreprise César Losfeld, entreprise d'affinage de fromages régionaux qui a transformé d'anciennes usines textiles pour affiner notamment la fameuse Mimolette.
Depuis 2019, la ville connait également le retour de brasseries locales fabriquant des bières artisanales, renouant ainsi avec un passé où la ville hébergeait de très nombreux brasseurs - elle a connu jusqu'à une vingtaine-, dont la Grande Brasserie Moderne, devenue Terken, disparu en 2004.

### Festivals
- Le Salon de la BD et des Arts Graphiques en mai[194]
- La Braderie de l'Art, deux fois par an en mai et en décembre
- Le Festival de l'Amitié et de la Citoyenneté en mai.
- Le Festival des Belles mécaniques (voitures anciennes) en juin
- Le Festival Zéro Déchet en juin
- Le Festival des Cultures Urbaines XU[195] en septembre
- Festival Roubaix à l'accordéon en octobre
- Roubaix Comics Festival, auparavant à Lille et déménagé depuis 2019 à Roubaix[196]

### Radio
Les stations de radio créées dans la ville de Roubaix sont les suivantes :
- Metropolys, créée en 1981 ;
- Pastel FM 99.4, créée en 1980 ;
- Radio Boomerang, créée en 1981.

### Personnalités liées à la ville
- Thècle de Roubaix († après 881), vierge, riche évergète et ascète de Roubaix en Flandre française. Elle est fêtée le 20 février.
- Jean V de Roubaix (ca 1369-1449), seigneur de Roubaix, grand chambellan de Philippe le Bon, duc de Bourgogne, un des premiers chevaliers de la Toison d'or.
- Pierre de Roubaix (1415-1493), seigneur de Roubaix.
- Auguste Mimerel (1786-1871), industriel, homme politique français, il fut maire de Roubaix.
- Constantin Mils (1816-1886) peintre français.
- Achille Scrépel (1822-1899), industriel et homme politique.
- Jean Desbouvrie (1841-1920), dresseur d'oiseaux amateur et inventeur. Médaille de vermeil et diplôme d'honneur au Concours International d'Animaux de Basse-cour de Bergues de 1889.
- Adolphe Assi (1841-1886), militant ouvrier, personnalité de la Commune de Paris, déporté et mort en Nouvelle-Calédonie.
- Jules Guesde (1845-1922), homme politique français, il fut député de Roubaix.
- Henri Carrette (1846-1911), ouvrier tisserand et homme politique, maire de Roubaix en 1892 et premier maire socialiste d'une ville en France.
- Jean-Joseph Weerts (1846-1927), artiste-peintre.
- Gustave Krabansky (1852-1902), peintre.
- Rémy Cogghe (1854-1935), peintre.
- Silas Broux (1867-1957), artiste peintre.
- Anatole Odilon Bernast (1871-1904), artiste peintre.
- Louis Loucheur (1872-1931), homme politique.
- Amédée Prouvost (1877-1909), industriel et poète.
- Henri Hazebrouck (1877-1948), rameur français, champion olympique en 1900.
- Jean-Baptiste Lebas (1878-1944), homme politique, député maire de Roubaix, ministre du Front populaire, mort en camp de concentration.
- Frères Willot, famille d'industriels
- Charles Vanden Bosch (1883-1945), Franciscain belge, aveugle de guerre, fondateur de l'Œuvre nationale des aveugles.
- Jean Prouvost (1885-1978), industriel, patron de presse et homme politique français, créateur de la Lainière de Roubaix.
- Léon Mathot (1886-1968), cinéaste.
- Charles Crupelandt (1886-1955), cycliste, surnommé « le Taureau du Nord » pour son gabarit et surtout ses sprints. Il est connu pour être le seul Roubaisien à avoir remporté Paris-Roubaix, et ce à deux reprises.
- Charles-Henry Bizard (1887-1954), peintre.
- René Dupire (1888-1948), architecte.
- Jules Dumont (1888-1943), résistant.
- Raymond Dubly (1893-1988), footballeur.
- Marie Berton-Maire (1894-1975), artiste-peintre, sculptrice et dessinatrice.
- Henri Verdun (1895-1977), compositeur de musique de film et d'opérettes.
- André François (1886-1915), international français de football.
- Henri Padou (1898-1981), champion olympique de water polo aux Jeux olympiques d'été de 1924.
- Yanette Delétang-Tardif (1902-1976), poétesse.
- Raymond Schmittlein (1904-1974), germaniste, homme politique français.
- Maxence Van der Meersch (1907-1951), écrivain, Prix Goncourt 1936.
- Pierre Pflimlin (1907-2000), juriste, politicien.
- Albert de Jaeger (1908-1992), sculpteur, médailleur, fondeur et orfèvre.
- André Missant (1908-1977), peintre et sculpteur, vécut à Roubaix de 1936 à sa mort.
- Mamadou Michel N'Diaye (1909-1985), marin, boxeur, résistant et chiropracteur sénégalo-français.
- Pierre Alleene, (1909-1994), haltérophile.
- Jean Sécember (1911-1990), footballeur international français.
- Viviane Romance (1912-1991), actrice.
- Roger Van Mullem (1914-1984), acteur et réalisateur de cinéma (Maintenon Films : Les Aventures de Saturnin, La Soupe aux poulets, Châteauvallon.
- Jules Joire (1914-1944), aviateur des Forces aériennes françaises libres, Compagnon de la Libération.
- André Diligent (1919-2002), avocat, sénateur-maire.
- Victor Desmet (1919-2018), résistant.
- Abel Leblanc (1919-2019), peintre.
- Pierre Pierrard (1920-2005), historien.
- Gaby Verlor (1921-2005), interprète, compositrice.
- André Lips (1921-1972), accordéoniste, il est en 1938, troisième des premiers championnats du monde d'accordéon, derrière Yvette Horner et Freddy Balta.
- Gustave Ansart (1923-1990), député français et député européen.
- Roger Vanovermeir (1923-2001), résistant et déporté.
- Arthur Van Hecke (1924-2003), artiste-peintre.
- Claude Talpaert (1924-2016), acteur.
- Georges Delerue (1925-1992), compositeur de nombreuses musiques de films.
- Marguerite Tiberghien (1926), religieuse française.
- Paul Brunbrouck (1926-1954), lieutenant français qui s'est distingué lors de la bataille de Dien Bien Phu en 1954.
- Yvonne Furneaux (1926-2024), actrice française.
- Jenny Clève (1930), actrice.
- Gérard Mulliez (1931), homme d'affaires, fondateur d'Auchan.
- René Libeer (1934-2006), boxeur.
- Ivan Renar (1937-2022), personnalité politique française.
- Pierre Delmar (1938), homme politique français.
- Gérard Vignoble (1945-2022), homme politique, maire de Wasquehal.
- Bruno Devoldère (1947-2008), acteur français
- Jacques Carette, (1947), athlète de sprint.
- Chantal Ladesou (1948), actrice, humoriste.
- Martine Meirhaeghe (1949-2016), actrice française de doublage
- Bernard Arnault (1949), homme d'affaires (groupe LVMH).
- Philippe Lefebvre (1949), organiste.
- Michel Quint (1949), écrivain.
- Alex Türk (1950), sénateur.
- Jean-Luc Brunin (1951), évêque du Havre.
- Étienne Chatiliez (1952), cinéaste (La vie est un long fleuve tranquille).
- Lucid Beausonge (1954), auteure-compositrice-interprète (Le casse-tête, Lettre à un rêveur, Africaine…).
- Les Sunlights, groupe musicale des années 1960 (Le Déserteur, Les Roses blanches, Ne joue pas au soldat…).
- Pascale Delecluse (1956-) climatologue française.
- Roger Auque (1956-2014), journaliste, espion et diplomate.
- Benoît Duquesne (1957-2014), journaliste, présentateur.
- Wladyslaw Znorko (1958-2013), auteur et metteur en scène de théâtre.
- Marie Desplechin (1959), écrivain.
- Alain Bondue (1959), coureur cycliste.
- Pierre Dréossi (1959), manager du Stade rennais.
- Arnaud Desplechin (1960), cinéaste.
- Bruno Lesaffre (1962), nageur.
- Areski Bakir (1963), boxeur français né à Roubaix, évoluant en catégorie poids super-plumes. Champion de France à trois reprises (1991 à 1993).
- JonOne (1963), graffeur et artiste peintre américain.
- Corinne Masiero (1964), actrice.
- Francis Pollet (1964), général de division aérienne (deuxième section) et directeur de l'Institut polytechnique des sciences avancées (IPSA).
- Stanislas Dehaene (1965), mathématicien et neuroscientifique.
- Christophe Lamarre (1966), médecin des pauvres.
- Michel Breistroff, (1971-1996), joueur professionnel français de hockey sur glace.
- Saïda Jawad (1973), actrice et auteure.
- Kaddour Hadadi (1976), auteur-chanteur, ancien membre de Ministère des affaires populaires (MAP) et initiateur de HK et Les Saltimbanks.
- Karim Chakim (1976), boxeur poids super-plumes, champion Intercontinental IBF 2006, champion de France à six reprises et champion de l'Union européenne EBU-BU 2010.
- David Coulibaly (1978), footballeur malien, Champion de France de division 2 avec le LOSC Lille et demi-finaliste de la CAN en 2002 et 2004.
- Karima Delli (1979), femme politique française, députée européenne.
- Bastien Lamon (1981), handballeur français.
- Daouda Sow (1983), boxeur professionnel, médaillé aux JO de Pékin.
- Mickaël Correia (1983), journaliste à Mediapart et auteur.
- Martial Mbandjock (1985), athlète.
- Seïd Khiter, (1985), footballeur franco-algérien.
- Idir Ouali, (1988), footballeur franco-algérien.
- Pierrick Gunther (1989), joueur de rugby à XV.
- Antoine Roussel (1989), joueur de hockey sur glace évoluant dans la LNH avec l'équipe des Stars de Dallas puis des Canucks de Vancouver[197].
- Wanani Gradi Mariadi (Gradur) (1990), rappeur français du collectif Sheguey Squaad.
- Aliou Dia (1990), footballeur français.
- Anthony Knockaert, (1991), professionnel français de football.
- Saoussen Boudiaf (1993), escrimeuse au sabre.
- Maïdin Elgarni (1993), boxeur professionnel.
- Christoffer Mafoumbi (1994), gardien de but.
- Fantine Lesaffre (1994), nageuse.
- Moussa Niakhaté (1996), footballeur français.
- ZKR, (1996), rappeur français.
- Bekar, (1998), rappeur français

### Héraldique
| Blason de Roubaix | Blason  | Parti d'hermine au chef de gueules, et d'azur au rot de sable encadré d'or, accompagné en chef d'une étoile du même accostée de deux canettes d'argent et en pointe d'une navette aussi d'or, à la bordure denchée du même. Devise / CriProbitas industria. |
| Blason de Roubaix | Détails | Les armoiries seigneuriales sont rétablies avec un parti des armoiries modernes, depuis 1859. |
| Blason de Roubaix | Alias   | D'hermines au chef de gueules. Les armoiries primitives de Roubaix étaient celles de ses seigneurs, lesquels avaient gardé celles de Guillaume de Bretagne. Après la Révolution, les Roubaisiens demandèrent des armoiries spéciales, qui leur furent concédées en 1818 : D'azur à un rot de sable, encadré d'or, accompagné en chef d'une étoile d'or, accostée de deux bobines d'argent; et en pointe d'une navette d'or; à la bordure dentelée d'or. |

## Dans la culture populaire

### Au cinéma
- L'Aveu, drame de Costa-Gavras (1970)
- A Sunday in Hell (en), (titre original : En Forårsdag i Helvede) documentaire danois de Jørgen Leth sur le Paris-Roubaix (1976)
- Le Corps de mon ennemi, drame policier d'Henri Verneuil (1976)
- Le Maître-nageur, comédie satirique de Jean-Louis Trintignant (1979)
- La vie est un long fleuve tranquille, comédie de mœurs d'Étienne Chatiliez (1988)
- La Vie rêvée des anges, drame d'Erick Zonca (1998)[198]
- Le Couperet, comédie dramatique de Costa-Gavras (2005)
- Entre ses mains, drame d'Anne Fontaine (2005)
- Un conte de Noël, comédie dramatique d'Arnaud Desplechin (2008)
- La Vie d'Adèle – Chapitres 1 & 2, drame sociétal d'Abdellatif Kechiche (2013), Palme d'Or au Festival de Cannes 2013
- Trois souvenirs de ma jeunesse, comédie dramatique d'Arnaud Desplechin (2015)
- Les Fantômes d'Ismaël, drame d'Arnaud Desplechin (2017), présenté en ouverture, hors compétition au festival de Cannes 2017
- Roubaix, une lumière, drame policier d'Arnaud Desplechin (2019), sélectionné au Festival de Cannes 2019
- Furie, thriller dramatique d'Olivier Abbou (2019)
- Frère et Sœur, drame d'Arnaud Desplechin (2022), sélectionné au festival de Cannes 2022
- Plusieurs épisodes de la série Les Petits Meurtres d'Agatha Christie
- Quelques épisodes de la série HPI

### Dans la littérature
- 1994 : Jérôme Leroy, Le Cimetière des plaisirs
- 2007 : Didier van Cauwelaert, Le Père adopté
- 2014 : Corinne Vérizian-Lefeuvre et Sandrine Gorez-Brienne, Visions d'un Roubaix occupé : entre littérature et histoire